# Willem II in het seizoen 2012/13
Het seizoen 2012-2013 van Willem II was het 58ste seizoen van de Nederlandse betaaldvoetbalclub uit Tilburg sinds de invoering van het betaald voetbal in 1954. De club speelde door de promotie in het voorgaande seizoen weer in de Eredivisie. Na een vijfde plaats in de competitie wisten de Tilburgers via de play-offs te promoveren.

## Seizoensverloop

### Na de promotie
Na een wisselvallend seizoen in de Eerste divisie (5e in de eindstand, plaatsing voor de play-offs om promotie/degradatie) wist Willem II in mei 2012 een imponerende reeks zonder nederlaag af te sluiten met promotie naar de Eredivisie. In de finale van de play-offs werd FC Den Bosch verslagen, dat speelde zonder Kees van Buuren en Jordens Peters. Zij waren al vastgelegd door Willem II en konden het niet opbrengen in actie te komen tegen hun nieuwe club. De promotie werd groots gevierd in Tilburg en het was ook het afscheid van clubheld Arjan Swinkels. De aanvoerder vertrok na 18 jaar Willem II naar het Belgische Lierse SK. Ook Marlon Pereira Freire, Giovanni Gravenbeek (naar PEC Zwolle), Pawel Wojciechowski, Rowin van Zaanen, Joonas Kolkka (naar Texas Dutch Lions), Istvan Bakx en Rangelo Janga (naar Excelsior) zouden de rentree in de Eredivisie niet mee gaan maken. Van hen was toen al bekend dat hun contract niet verlengd werd. Toen de voorbereiding al begonnen was werd het contract van Danny Schreurs ontbonden, omdat er voor hem weinig perspectief op speeltijd zou zijn. Vanwege de beperkte financiële mogelijkheden moest technisch directeur Marc van Hintum creatief zijn met het versterken van de selectie. Daarom werden vooral spelers met een aflopend contract en/of spelers uit de Eerste divisie vastgelegd (Philipp Haastrup, Kevin Brands en Gaby Jallo). Ook jeugdproducten van grote clubs kregen een contract: Larbi El Harouchi (Feyenoord), Alexander Maes (Standard Luik) en Jonas Van Kerckhoven (Club Brugge). De laatste twee moesten vanuit het beloftenelftal gaan proberen een plek bij de A-selectie af te dwingen.

### Nieuwe hoofdsponsor en onrust bij supporters
Begin juli maakte Willem II bekend een nieuwe hoofdsponsor te hebben gevonden. Het Belgisch-Nederlandse telecombedrijf Euphony tekende een sponsorcontract voor drie jaar. Een dag later maakte de supportersafvaardiging van 4 leden bekend op te stappen uit de Clubraad, onder meer ingesteld voor het bewaken van de clubcultuur. In een interview in het Brabants Dagblad waren zij kritisch over de Raad van Commissarissen en de directie van Willem II (met name algemeen directeur Marco Faber). Een van de kritiekpunten was de vermeende invloed van externe financiers op het beleid, iets wat in een plan opgesteld na het bijna faillissement in 2010 als zeer onwenselijk werd beschouwd. Ook kwesties ten aanzien van de amateurtak, het jaarlijkse internationale jeugdtoernooi en het afwijzen van vrijwillige hulp van jonge Tilburgse ondernemers om Willem II erbovenop te helpen waren onderdeel van kritiek.
Toch komen er vanuit de achterban ook kritische geluiden op de supportersafvaardiging. Verwijten als eigen belang boven clubbelang, slechte communicatie met de achterban en achterkamertjespolitiek zijn enkele van deze geluiden. De terugkeer in de Clubraad om daarin weer samen te gaan werken met de Raad van Commissarissen en de directie fronst menige wenkbrauw. Volgens een gedeelte van de achterban valt dat niet met elkaar te rijmen, omdat eerder het vertrouwen in deze organen was opgezegd. Het verwijt is dat de vier leden teruggekeerd zijn om geen gezichtsverlies te lijden. De steun die de vier leden zeggen te hebben binnen de Clubraad is ook een punt van discussie, want bij een stemming over het vertrouwen in de commissarissen en de directie, stemde een overgrote meerderheid binnen de Clubraad voor samenwerking.

### Start competitie
Op vrijdag 10 augustus 2012 heeft Willem II het Eredivisie-seizoen 2012/2013 geopend tegen aartsrivaal NAC Breda met een 1-1-gelijkstand. Opmerkelijk detail is dat de laatste Eredivisiewedstrijd die de Tricolores speelden voor de degradatie naar de Eerste divisie, eveneens een thuisduel tegen NAC Breda was.

## Transfers

### Vertrokken
|                      | Naam                    | Wed.                    | Doelp.                  | Naar?                                            |                         |
|                      | Transfervrij vertrokken | Transfervrij vertrokken | Transfervrij vertrokken | Transfervrij vertrokken                          | Transfervrij vertrokken |
| -------------------- | ----------------------- | ----------------------- | ----------------------- | ------------------------------------------------ | ----------------------- |
| Vlag van Nederland   | Giovanni Gravenbeek     | 33                      | 0                       | PEC Zwolle                                       |                         |
| Vlag van Nederland   | Arjan Swinkels          | 158                     | 13                      | Lierse SK                                        |                         |
| Vlag van Nederland   | Marlon Pereira Freire   | 81                      | 1                       | Botev Plovdiv                                    |                         |
| Vlag van Nederland   | Istvan Bakx             | 9                       | 3                       | AGOVV Apeldoorn                                  |                         |
| Vlag van Polen       | Paweł Wojciechowski     | 19                      | 2                       | FK Minsk                                         |                         |
| Vlag van Nederland   | Rangelo Janga           | 24                      | 3                       | Excelsior, was reeds verhuurd aan Excelsior      |                         |
| Vlag van Nederland   | Danny Schreurs          | 17                      | 5                       | MVV Maastricht, was verhuurd aan Fortuna Sittard |                         |
| Vlag van Nederland   | Rowin van Zaanen        | 30                      | 3                       | Almere City FC, was verhuurd aan Fortuna Sittard |                         |
| Vlag van Nederland   | Gerson Sheotahul        | 37                      | 3                       | Telstar, was reeds verhuurd aan Telstar          |                         |
| Vlag van Nederland   | Junior Livramento       | 22                      | 0                       | Gestopt, was verhuurd aan AGOVV Apeldoorn        |                         |
| Vlag van Nederland   | Casper van Beers        | 0                       | 0                       | Jong PSV, was verhuurd aan FC Dordrecht          |                         |
| Vlag van Zwitserland | Stephan Keller          | 18                      | 1                       | gestopt                                          |                         |
| Vlag van Nederland   | Donny de Groot          | 32                      | 14                      | Sint-Truidense VV                                |                         |
| Vlag van België      | Alexander Maes          | 0                       | 0                       | Lommel United., per oktober 2012                 |                         |
|                      | Verhuurd                |                         |                         |                                                  |                         |
| Vlag van Nederland   | Jeffrey van Nuland      | 9                       | 1                       | Helmond Sport                                    |                         |

### Aangetrokken
|                    | Naam                     | Vorige club                       |         |         |         |
|                    | Gekocht                  | Gekocht                           | Gekocht | Gekocht | Gekocht |
|                    | Gehuurd                  | Gehuurd                           | Gehuurd | Gehuurd | Gehuurd |
| ------------------ | ------------------------ | --------------------------------- | ------- | ------- | ------- |
| Vlag van Luxemburg | Aurélien Joachim         | F91 Dudelange, met optie tot koop |         |         |         |
| Vlag van Nederland | Tim Cornelisse           | FC Twente                         |         |         |         |
| Vlag van Nederland | Nicky Hofs               | Vitesse                           |         |         |         |
|                    | Transfervrij overgenomen |                                   |         |         |         |
| Vlag van Nederland | Jordens Peters           | FC Den Bosch                      |         |         |         |
| Vlag van Nederland | Kees van Buuren          | FC Den Bosch                      |         |         |         |
| Vlag van Nederland | Marc Höcher              | ADO Den Haag, was reeds gehuurd   |         |         |         |
| Vlag van Duitsland | Philipp Haastrup         | Helmond Sport                     |         |         |         |
| Vlag van België    | Alexander Maes           | Standard Luik                     |         |         |         |
| Vlag van Nederland | Larbi El Harouchi        | Feyenoord                         |         |         |         |
| Vlag van Syrië     | Gaby Jallo               | Heracles Almelo                   |         |         |         |
| Vlag van België    | Jonas Van Kerckhoven     | Club Brugge                       |         |         |         |
| Vlag van Nederland | Kevin Brands             | Telstar                           |         |         |         |
|                    | keert terug van verhuur  |                                   |         |         |         |
|                    | eigen jeugd              |                                   |         |         |         |
| Vlag van Nederland | Mattijs Branderhorst     |                                   |         |         |         |
| Vlag van Nederland | Sanny Monteiro           |                                   |         |         |         |
| Vlag van Nederland | Simon van Zeelst         |                                   |         |         |         |
| Vlag van Nederland | Stijn Derkx              |                                   |         |         |         |

## Eerste elftal

### Selectie
| Nr. |                    | Naam                 | Competitie, dit seizoen | Competitie, dit seizoen | Totaal Competitie Willem II | Totaal Competitie Willem II | Seizoen  | Vorige club             | Competitiedebuut  | Opmerkingen                            |          |          |          |          |          |          |
| Nr. | W                  | Naam                 | voetbal                 | W                       | voetbal                     |                             | Seizoen  | Vorige club             | Competitiedebuut  | Opmerkingen                            |          |          |          |          |          |          |
|     |                    | Selectie             | Selectie                | Selectie                | Selectie                    | Selectie                    | Selectie | Selectie                | Selectie          | Selectie                               | Selectie | Selectie | Selectie | Selectie | Selectie | Selectie |
|     |                    | Keepers              | Keepers                 | Keepers                 | Keepers                     | Keepers                     | Keepers  | Keepers                 | Keepers           | Keepers                                | Keepers  | Keepers  | Keepers  | Keepers  | Keepers  | Keepers  |
| --- | ------------------ | -------------------- | ----------------------- | ----------------------- | --------------------------- | --------------------------- | -------- | ----------------------- | ----------------- | -------------------------------------- | -------- | -------- | -------- | -------- | -------- | -------- |
| 1   | Vlag van België    | David Meul           | 33                      | 0                       | 67                          | 0                           | 2e       | SC Cambuur              | 5 augustus 2011   |                                        |          |          |          |          |          |          |
| 21  | Vlag van Nederland | Arjan Christianen    | 1                       | 0                       | 1                           | 0                           | 2e       | RBC Roosendaal          | 12 mei 2013       |                                        |          |          |          |          |          |          |
| 31  | Vlag van Nederland | Mattijs Branderhorst | 0                       | 0                       | 0                           | 0                           | 1e       | Jeugdopl. Willem II     | n.n.g.            |                                        |          |          |          |          |          |          |
|     |                    | Verdedigers          |                         |                         |                             |                             |          |                         |                   |                                        |          |          |          |          |          |          |
| 2   | Vlag van Nederland | Kees van Buuren      | 25                      | 0                       | 25                          | 0                           | 1e       | FC Den Bosch            | 10 augustus 2012  |                                        |          |          |          |          |          |          |
| 3   | Vlag van Nederland | Ruud van der Rijt    | 4                       | 0                       | 18                          | 0                           | 2e       | FC Eindhoven            | 2 maart 2012      |                                        |          |          |          |          |          |          |
| 4   | Vlag van Nederland | Jordens Peters       | 28                      | 2                       | 28                          | 2                           | 1e       | FC Den Bosch            | 19 augustus 2012  |                                        |          |          |          |          |          |          |
| 5   | Vlag van Nederland | Mitchell Piqué       | 15                      | 0                       | 48                          | 1                           | 2e       | ADO Den Haag            | 5 augustus 2011   |                                        |          |          |          |          |          |          |
| 13  | Vlag van Nederland | Tim Cornelisse       | 14                      | 0                       | 14                          | 0                           | 1e       | FC Twente               | 3 februari 2013   | per januari 2013 gehuurd van FC Twente |          |          |          |          |          |          |
| 14  | Vlag van Duitsland | Philipp Haastrup     | 31                      | 1                       | 31                          | 1                           | 1e       | Helmond Sport           | 10 augustus 2012  |                                        |          |          |          |          |          |          |
| 18  | Vlag van Marokko   | Sofian Akouili       | 17                      | 0                       | 28                          | 0                           | 2e       | Jeugdopl. Willem II     | 18 november 2011  |                                        |          |          |          |          |          |          |
| 23  | Vlag van Syrië     | Gaby Jallo           | 15                      | 0                       | 15                          | 0                           | 1e       | Heracles Almelo         | 19 augustus 2012  |                                        |          |          |          |          |          |          |
| 26  | Vlag van Nederland | Sanny Monteiro       | 1                       | 0                       | 1                           | 0                           | 1e       | Jeugdopl. Willem II     | 18 november 2012  |                                        |          |          |          |          |          |          |
|     |                    | Middenvelders        |                         |                         |                             |                             |          |                         |                   |                                        |          |          |          |          |          |          |
| 6   | Vlag van Nederland | Hans Mulder          | 22                      | 2                       | 52                          | 4                           | 2e       | RKC Waalwijk            | 5 augustus 2011   |                                        |          |          |          |          |          |          |
| 8   | Vlag van België    | Robbie Haemhouts     | 22                      | 3                       | 54                          | 8                           | 2e       | Helmond Sport           | 5 augustus 2011   |                                        |          |          |          |          |          |          |
| 12  | Vlag van Nederland | Ricardo Ippel        | 20                      | 2                       | 37                          | 2                           | 3e       | Jeugdopl. Willem II     | 11 september 2010 |                                        |          |          |          |          |          |          |
| 15  | Vlag van Nederland | Niek Vossebelt       | 22                      | 3                       | 64                          | 5                           | 3e       | FC Zwolle               | 7 augustus 2010   |                                        |          |          |          |          |          |          |
| 16  | Vlag van Nederland | Danny Guijt          | 21                      | 1                       | 48                          | 8                           | 2e       | SC Cambuur              | 5 augustus 2011   |                                        |          |          |          |          |          |          |
| 19  | Vlag van Nederland | Simon van Zeelst     | 6                       | 0                       | 6                           | 0                           | 1e       | Jeugdopl. Willem II     | 6 april 2013      |                                        |          |          |          |          |          |          |
| 20  | Vlag van Nederland | Kevin Brands         | 13                      | 0                       | 13                          | 0                           | 1e       | SC Telstar              | 19 augustus 2012  |                                        |          |          |          |          |          |          |
| 24  | Vlag van België    | Ryan Sanusi          | 2                       | 0                       | 16                          | 1                           | 2e       | Jeugdopl. Willem II     | 23 september 2011 |                                        |          |          |          |          |          |          |
| 25  | Vlag van Nederland | Larbi El Harouchi    | 0                       | 0                       | 0                           | 0                           | 1e       | Feyenoord               | n.n.g.            |                                        |          |          |          |          |          |          |
| 26  | Vlag van België    | Jonas Van Kerckhoven | 2                       | 0                       | 2                           | 0                           | 1e       | Jeugdopl. Willem II     | 5 mei 2013        |                                        |          |          |          |          |          |          |
| 30  | Vlag van Nederland | Nicky Hofs           | 9                       | 0                       | 9                           | 0                           | 1e       | Vitesse                 | 3 februari 2013   | per januari 2013 gehuurd van Vitesse   |          |          |          |          |          |          |
|     |                    | Aanvallers           |                         |                         |                             |                             |          |                         |                   |                                        |          |          |          |          |          |          |
| 7   | Vlag van Nederland | Genaro Snijders      | 23                      | 2                       | 23                          | 2                           | 2e       | Vitesse                 | 10 augustus 2012  |                                        |          |          |          |          |          |          |
| 9   | Vlag van Luxemburg | Aurélien Joachim     | 25                      | 6                       | 25                          | 6                           | 1e       | F91 Dudelange           | 1 september 2012  |                                        |          |          |          |          |          |          |
| 10  | Vlag van Nederland | Marc Höcher          | 32                      | 2                       | 48                          | 6                           | 2e       | ADO Den Haag            | 16 januari 2012   |                                        |          |          |          |          |          |          |
| 11  | Vlag van Nederland | Virgil Misidjan      | 34                      | 4                       | 48                          | 10                          | 2e       | Jeugdopl. Willem II     | 29 januari 2012   |                                        |          |          |          |          |          |          |
| 17  | Vlag van Nederland | Jeroen Lumu          | 12                      | 1                       | 20                          | 2                           | 2e       | Jeugdopl. Willem II     | 16 januari 2012   |                                        |          |          |          |          |          |          |
| 22  | Vlag van België    | Jens Podevijn        | 17                      | 2                       | 25                          | 3                           | 2e       | VC Eendracht Aalst 2002 | 13 februari 2012  |                                        |          |          |          |          |          |          |
| 29  | Vlag van Nederland | Stijn Derkx          | 1                       | 0                       | 1                           | 0                           | 1e       | Jeugdopl. Willem II     | 12 mei 2013       |                                        |          |          |          |          |          |          |

cursief = tijdens het seizoen (tijdelijk) vertrokken

### Staf
|                    | Naam                | Functie                               |
| ------------------ | ------------------- | ------------------------------------- |
| Vlag van Nederland | Jurgen Streppel     | Hoofdtrainer                          |
| Vlag van Nederland | John Feskens        | 1e assistent-trainer                  |
| Vlag van Nederland | Raymond Vissers     | 2e assistent-trainer / keeperstrainer |
| Vlag van Nederland | Dirk Jan Derksen    | spitstrainer                          |
| Vlag van Nederland | Jack de Gier        | stagiair                              |
| Vlag van Nederland | Jan Vioen           | Clubarts                              |
| Vlag van Nederland | Henri van Amelsfort | Verzorger                             |
| Vlag van Nederland | Gijs van der Brom   | Fysiotherapeut                        |
| Vlag van Nederland | Marc van Hintum     | Technisch directeur                   |

## Beloftenelftal
| Naam speler (vorige club)              | Naam speler (vorige club)           |
| -------------------------------------- | ----------------------------------- |
| Berry Sonnenschein (RJO Willem II/RKC) | Stijn Derkx (RJO Willem II/RKC)     |
| Maxim Deckers RJO Willem II/RKC        | Sanny Monteiro (VV Zwaluwen)        |
| Sen Aerts (VOAB)                       | Clemens Rijnvos (RJO Willem II/RKC) |
| Zakaria Amrani (FC Utrecht)            | Dylan Jonkers (VV DESK              |
| Faouzi Kallah (Excelsior Maassluis)    | Justin Mathieu(RJO Willem II/RKC)   |
| Donny van de Wal (Ajax Amsterdam)      | Jordy Taal(RJO Willem II/RKC)       |
| Carlos dos Santos (NEC Nijmegen)       | Jonas Van Kerckhoven (Club Brugge)  |
| Rowendy Schoop (Ajax Amsterdam)        |                                     |

Trainer: Clemens Bastiaansen

#### Transfers Jong Willem II
|                    | Naam               | Nieuwe club   |
| ------------------ | ------------------ | ------------- |
| Vlag van Nederland | Theo Martens       | SC Veendam    |
| Vlag van Nederland | Wout Weghorst      | FC Emmen      |
| Vlag van Nederland | Kelle Roos         | N.E.C.        |
| Vlag van Nederland | Kenny Anderson     | RKC Waalwijk  |
| Vlag van Nederland | Jos Peltzer        | RKC Waalwijk  |
| Vlag van Nederland | Jordi van Gelderen | JJK Jyväskylä |

## Wedstrijden

### Oefenwedstrijden

#### Voorbereiding
| 29 juni 2012, 18u00                                                                  | Diessense selectie | 0-11 (0-4) | Willem II | Opstelling Diessense selectie | Opstelling Willem II |
| Stadion: Sportpark Alsie (RKDSV), Diessen Toeschouwers: 1.000 Scheidsrechter: Govers |                    |            | 0-1 Schellekens '4/e.d. • 0-2 Donny de Groot '14 • 0-3 Alexander Maes '30 • 0-4 Donny de Groot '41 • 0-5 Ryan Sanusi '60/pen • 0-6 Jens Podevijn '65 • 0-7 Larbi El Harouchi '66 • 0-8 Ryan Sanusi '73 • 0-9 Jens Podevijn '78 • 0-10 Ryan Sanusi '84 • 0-11 Jens Podevijn '88 |                               | Meul (Christianen/46), Monteiro (Van Buuren/46), Akouili (Maes/60), Van Nuland (Peters/46), Jallo (Piqué/46), Vossebelt (Ippel/46), Maes (Haemhouts/46), Snijders (Sanusi/46), Worm (Misidjan/46), De Groot (El Harouchi/46), Lumu (Podevijn/46) |
| Stadion: Sportpark Alsie (RKDSV), Diessen Toeschouwers: 1.000 Scheidsrechter: Govers |                    |            | |                               | Meul (Christianen/46), Monteiro (Van Buuren/46), Akouili (Maes/60), Van Nuland (Peters/46), Jallo (Piqué/46), Vossebelt (Ippel/46), Maes (Haemhouts/46), Snijders (Sanusi/46), Worm (Misidjan/46), De Groot (El Harouchi/46), Lumu (Podevijn/46) |
| Stadion: Sportpark Alsie (RKDSV), Diessen Toeschouwers: 1.000 Scheidsrechter: Govers |                    |            | |                               | Meul (Christianen/46), Monteiro (Van Buuren/46), Akouili (Maes/60), Van Nuland (Peters/46), Jallo (Piqué/46), Vossebelt (Ippel/46), Maes (Haemhouts/46), Snijders (Sanusi/46), Worm (Misidjan/46), De Groot (El Harouchi/46), Lumu (Podevijn/46) |
|                                                                                      |                    |            | |                               | |

| 6 juli 2012, 18u00                                                                 | Jong Brabant | 0-15 (0-6) | Willem II | Opstelling Jong Brabant | Opstelling Willem II |
| Stadion: Sportpark Berkelseweg, Berkel-Enschot Toeschouwers: 1.250 Scheidsrechter: |              |            | 0-1 Brands '1 • 0-2 Worm '14 • 0-3 Worm '19 • 0-4 Brands '22 • 0-5 Worm '37 • 0-6 Mulder '45 • 0-7 Maes '52 • 0-8 Sanusi '55 • 0-9 Snijders '61 • 0-10 Anderson '67 • 0-11 Sanusi '70 • 0-12 Sanusi '74 • 0-13 Podevijn '77 • 0-14 Sanusi '81 • 0-15 Podevijn '86 |                         | Christianen (Branderhorst/46), Van Buuren (Monteiro/46), Akouili (Haastrup/46), Peters (Van der Rijt/46), Piqué (Jallo/46), Martens (Ippel/46), Brands (Anderson/46), Mulder (Maes/46), Misidjan (Sanusi/46), Worm (Snijders/46), Höcher (Podevijn/46) |
| Stadion: Sportpark Berkelseweg, Berkel-Enschot Toeschouwers: 1.250 Scheidsrechter: |              |            | |                         | Christianen (Branderhorst/46), Van Buuren (Monteiro/46), Akouili (Haastrup/46), Peters (Van der Rijt/46), Piqué (Jallo/46), Martens (Ippel/46), Brands (Anderson/46), Mulder (Maes/46), Misidjan (Sanusi/46), Worm (Snijders/46), Höcher (Podevijn/46) |
| Stadion: Sportpark Berkelseweg, Berkel-Enschot Toeschouwers: 1.250 Scheidsrechter: |              |            | |                         | Christianen (Branderhorst/46), Van Buuren (Monteiro/46), Akouili (Haastrup/46), Peters (Van der Rijt/46), Piqué (Jallo/46), Martens (Ippel/46), Brands (Anderson/46), Mulder (Maes/46), Misidjan (Sanusi/46), Worm (Snijders/46), Höcher (Podevijn/46) |
|                                                                                    |              |            | |                         | |

| 9 juli 2012, 18u00                                                                     | T.S.V. LONGA | 0-3 (0-0) | Willem II                                                           | Opstelling T.S.V. LONGA | Opstelling Willem II |
| Stadion: Sportpark TSV Longa, Tilburg Toeschouwers: 1.250 Scheidsrechter: Peter Govers |              |           | 0-1 Ryan Sanusi '51 0-2 Robbie Haemhouts '63 0-3 Kenny Anderson '77 |                         | Meul (Branderhorst/46), Van Buuren (Akouili/46), Haastrup (Van der Rijt/46), Van Nuland (Peters/46), Piqué (Jallo/46), Martens (Vossebelt/46), Maes (Anderson/46), Mulder (Haemhouts/46), Monteiro (Lumu/46), De Groot (Brands/46), Höcher (Sanusi/46) |
| Stadion: Sportpark TSV Longa, Tilburg Toeschouwers: 1.250 Scheidsrechter: Peter Govers |              |           |                                                                     |                         | Meul (Branderhorst/46), Van Buuren (Akouili/46), Haastrup (Van der Rijt/46), Van Nuland (Peters/46), Piqué (Jallo/46), Martens (Vossebelt/46), Maes (Anderson/46), Mulder (Haemhouts/46), Monteiro (Lumu/46), De Groot (Brands/46), Höcher (Sanusi/46) |
| Stadion: Sportpark TSV Longa, Tilburg Toeschouwers: 1.250 Scheidsrechter: Peter Govers |              |           |                                                                     |                         | Meul (Branderhorst/46), Van Buuren (Akouili/46), Haastrup (Van der Rijt/46), Van Nuland (Peters/46), Piqué (Jallo/46), Martens (Vossebelt/46), Maes (Anderson/46), Mulder (Haemhouts/46), Monteiro (Lumu/46), De Groot (Brands/46), Höcher (Sanusi/46) |
|                                                                                        |              |           |                                                                     |                         | |

| 13 juli 2012, 17u30                                                                     | Trabzonspor                                                                              | 4-1 (2-1) | Willem II              | Opstelling Trabzonspor | Opstelling Willem II |  |
| Stadion: Grotenburg-Stadion, Krefeld Toeschouwers: 50 Scheidsrechter: Walter Glasmacher | '41 Giray Kaçar 1-1 '44 Adrian Mierzejewski 2-1 '77 Halil Altintop 3-1 '85 Alanzinho 4-1 |           | 0-1 Niek Vossebelt '34 | Kivrak, Celustka (Yavru/76), Kaçar, Yumlu (Bamba/46), Cech (Öztorun/46), Sapara (Colman/69), Baris (Zokora/46), Mierzejewski (Altintop/69), Vittek (Aydogdu/46), Paulo Henrique (Alanzinho/79), Güral (Öztekin/46) | Meul, Van Buuren (Akouili/65), Haastrup (Van der Rijt/65), Peters, Piqué, Vossebelt (Ippel/65), Brands (Sanusi/65), Haemhouts (Maes/65), Misidjan (Lumu/65), Snijders (De Groot/65), Höcher (Podevijn/65) |  |
| Stadion: Grotenburg-Stadion, Krefeld Toeschouwers: 50 Scheidsrechter: Walter Glasmacher |                                                                                          |           |                        | Kivrak, Celustka (Yavru/76), Kaçar, Yumlu (Bamba/46), Cech (Öztorun/46), Sapara (Colman/69), Baris (Zokora/46), Mierzejewski (Altintop/69), Vittek (Aydogdu/46), Paulo Henrique (Alanzinho/79), Güral (Öztekin/46) | Meul, Van Buuren (Akouili/65), Haastrup (Van der Rijt/65), Peters, Piqué, Vossebelt (Ippel/65), Brands (Sanusi/65), Haemhouts (Maes/65), Misidjan (Lumu/65), Snijders (De Groot/65), Höcher (Podevijn/65) |  |
| Stadion: Grotenburg-Stadion, Krefeld Toeschouwers: 50 Scheidsrechter: Walter Glasmacher |                                                                                          |           |                        | Kivrak, Celustka (Yavru/76), Kaçar, Yumlu (Bamba/46), Cech (Öztorun/46), Sapara (Colman/69), Baris (Zokora/46), Mierzejewski (Altintop/69), Vittek (Aydogdu/46), Paulo Henrique (Alanzinho/79), Güral (Öztekin/46) | Meul, Van Buuren (Akouili/65), Haastrup (Van der Rijt/65), Peters, Piqué, Vossebelt (Ippel/65), Brands (Sanusi/65), Haemhouts (Maes/65), Misidjan (Lumu/65), Snijders (De Groot/65), Höcher (Podevijn/65) |  |
|                                                                                         |                                                                                          |           |                        | | |  |

| 18 juli 2012, 18u00                                                                   | VC Eendracht Aalst 2002       | 1-0 (0-0) | Willem II | Opstelling VC Eendracht Aalst 2002 | Opstelling Willem II |  |
| Stadion: Pierre Cornelisstadion, Aalst Toeschouwers: 3.500 Scheidsrechter: Sam Loeman | '47 Alexandre Di Gregorio 1-0 |           |           | Van den Noortgaete (Verhoeven/61), Petrovic (Van Renthergem/61), Filipovic, Bogaerts (Kestens/61), Smet (Ndefe/61), Hugelier (Jadot/61), Van Damme (Vandewalle/61), De Cuyper (Weydisch/61), Martin (Pietermaat/61), Di Gregorio (De Munter/61), Glouftsis (Van Eyck/61, Glouftsis/71, Di Gregorio/81) | Meul (Christianen/46), Van Buuren (Akouili/64), Van der Rijt (Haastrup/69), Peters, Piqué, Haemhouts (Brands/78), Höcher, Mulder (Vossebelt/64), Snijders, De Groot (Sanusi/64), Podevijn (Lumu/64) |  |
| Stadion: Pierre Cornelisstadion, Aalst Toeschouwers: 3.500 Scheidsrechter: Sam Loeman |                               |           |           | Van den Noortgaete (Verhoeven/61), Petrovic (Van Renthergem/61), Filipovic, Bogaerts (Kestens/61), Smet (Ndefe/61), Hugelier (Jadot/61), Van Damme (Vandewalle/61), De Cuyper (Weydisch/61), Martin (Pietermaat/61), Di Gregorio (De Munter/61), Glouftsis (Van Eyck/61, Glouftsis/71, Di Gregorio/81) | Meul (Christianen/46), Van Buuren (Akouili/64), Van der Rijt (Haastrup/69), Peters, Piqué, Haemhouts (Brands/78), Höcher, Mulder (Vossebelt/64), Snijders, De Groot (Sanusi/64), Podevijn (Lumu/64) |  |
| Stadion: Pierre Cornelisstadion, Aalst Toeschouwers: 3.500 Scheidsrechter: Sam Loeman |                               |           |           | Van den Noortgaete (Verhoeven/61), Petrovic (Van Renthergem/61), Filipovic, Bogaerts (Kestens/61), Smet (Ndefe/61), Hugelier (Jadot/61), Van Damme (Vandewalle/61), De Cuyper (Weydisch/61), Martin (Pietermaat/61), Di Gregorio (De Munter/61), Glouftsis (Van Eyck/61, Glouftsis/71, Di Gregorio/81) | Meul (Christianen/46), Van Buuren (Akouili/64), Van der Rijt (Haastrup/69), Peters, Piqué, Haemhouts (Brands/78), Höcher, Mulder (Vossebelt/64), Snijders, De Groot (Sanusi/64), Podevijn (Lumu/64) |  |
|                                                                                       |                               |           |           | | |  |

| 21 juli 2012, 19u00                                                                            | Lierse SK              | 1-0 (0-0) | Willem II | Opstelling Lierse SK | Opstelling Willem II |  |
| Stadion: Herman Vanderpoortenstadion, Lier Toeschouwers: 2.000 Scheidsrechter: Peter Vervecken | '83 Jason Adesanya 1-0 |           |           | Sels (Goris/46), Ayew, Dachelet, Farag, Lambot, Bekoe (Adesanya/59), Bourabia (Hairemans/59), Wils, Yasser (Claasen/46), Hazurov, Menga (Dequevy/70) | Christianen (Meul/46), Van Buuren (Akouili/67), Van der Rijt (Peters/67), Haastrup, Piqué (Jallo/67), Haemhouts, Brands (De Groot/77 ), Vossebelt, Misidjan, Snijders (Sanusi/67), Höcher |  |
| Stadion: Herman Vanderpoortenstadion, Lier Toeschouwers: 2.000 Scheidsrechter: Peter Vervecken |                        |           |           | Sels (Goris/46), Ayew, Dachelet, Farag, Lambot, Bekoe (Adesanya/59), Bourabia (Hairemans/59), Wils, Yasser (Claasen/46), Hazurov, Menga (Dequevy/70) | Christianen (Meul/46), Van Buuren (Akouili/67), Van der Rijt (Peters/67), Haastrup, Piqué (Jallo/67), Haemhouts, Brands (De Groot/77 ), Vossebelt, Misidjan, Snijders (Sanusi/67), Höcher |  |
| Stadion: Herman Vanderpoortenstadion, Lier Toeschouwers: 2.000 Scheidsrechter: Peter Vervecken |                        |           |           | Sels (Goris/46), Ayew, Dachelet, Farag, Lambot, Bekoe (Adesanya/59), Bourabia (Hairemans/59), Wils, Yasser (Claasen/46), Hazurov, Menga (Dequevy/70) | Christianen (Meul/46), Van Buuren (Akouili/67), Van der Rijt (Peters/67), Haastrup, Piqué (Jallo/67), Haemhouts, Brands (De Groot/77 ), Vossebelt, Misidjan, Snijders (Sanusi/67), Höcher |  |
|                                                                                                |                        |           |           | | |  |

| 27 juli 2012, 20u00                                                    | Omonia Nicosia               | 1-1 (1-0) | Willem II           | Opstelling Omonia Nicosia | Opstelling Willem II |  |
| Stadion: New GSP Stadium, Nicosia Toeschouwers: 11.000 Scheidsrechter: | '30 Anthony Scaramozzino 1-0 |           | 1-1 Ryan Sanusi '68 | Leoni (Levita/78), Spungin (Karipidis/61), Scaramozzino (Leandro/62), Pavicevic, Danielson, Aguiar (Avraam/71), Soares, Assis (João Alves/61), Christofi (Freddy/61), Margaça (Charalambous/83), Andre Alves (Demetriou/84) | Meul, Van Buuren , Haastrup, Peters (Van der Rijt/60), Piqué, Vossebelt, Sanusi (Lumu/81), Haemhouts, Misidjan (De Groot/60), Snijders (Podevijn/79), Höcher (Akouili/89) |  |
| Stadion: New GSP Stadium, Nicosia Toeschouwers: 11.000 Scheidsrechter: |                              |           |                     | Leoni (Levita/78), Spungin (Karipidis/61), Scaramozzino (Leandro/62), Pavicevic, Danielson, Aguiar (Avraam/71), Soares, Assis (João Alves/61), Christofi (Freddy/61), Margaça (Charalambous/83), Andre Alves (Demetriou/84) | Meul, Van Buuren , Haastrup, Peters (Van der Rijt/60), Piqué, Vossebelt, Sanusi (Lumu/81), Haemhouts, Misidjan (De Groot/60), Snijders (Podevijn/79), Höcher (Akouili/89) |  |
| Stadion: New GSP Stadium, Nicosia Toeschouwers: 11.000 Scheidsrechter: |                              |           |                     | Leoni (Levita/78), Spungin (Karipidis/61), Scaramozzino (Leandro/62), Pavicevic, Danielson, Aguiar (Avraam/71), Soares, Assis (João Alves/61), Christofi (Freddy/61), Margaça (Charalambous/83), Andre Alves (Demetriou/84) | Meul, Van Buuren , Haastrup, Peters (Van der Rijt/60), Piqué, Vossebelt, Sanusi (Lumu/81), Haemhouts, Misidjan (De Groot/60), Snijders (Podevijn/79), Höcher (Akouili/89) |  |
|                                                                        |                              |           |                     | | |  |

| Koningsdag 4 augustus 2012, 18u00                                                               | Willem II                                       | 2-3 (2-1) | Olympiakos Piraeus                                                      | Opstelling Willem II | Opstelling Olympiakos Piraeus |  |
| Stadion: Koning Willem II Stadion, Tilburg Toeschouwers: 4.000 Scheidsrechter: Serdar Gözübüyük | '23 Niek Vossebelt 1-1 '37 Robbie Haemhouts 2-1 |           | 0-1 Rafik Djebbour '5 2-2 Rafik Djebbour '64 2-3 Marko Pantelic '83/pen | Meul , Van Buuren, Van der Rijt, Haastrup (Peters/74), Piqué (Jallo/70), Mulder (Guijt/70), Vossebelt , Haemhouts, Misidjan (De Groot/74), Snijders, Höcher (Podevijn/82) | Carroll, Karagounis (Pantelic/42, Chumbinho/89), Manolas (Torosidis/74), Dielna (Maniatis/60), Potouridis (Holebas/60), Fejsa (Siovas/46), Ibagaza (Papazoglou/46), Lykogiannis (Tatos/74), Vlachodimos (Diogo/60), Fetfatzidis (Abdoun/74), Djebbour (Mitroglou/74) |  |
| Stadion: Koning Willem II Stadion, Tilburg Toeschouwers: 4.000 Scheidsrechter: Serdar Gözübüyük |                                                 |           |                                                                         | Meul , Van Buuren, Van der Rijt, Haastrup (Peters/74), Piqué (Jallo/70), Mulder (Guijt/70), Vossebelt , Haemhouts, Misidjan (De Groot/74), Snijders, Höcher (Podevijn/82) | Carroll, Karagounis (Pantelic/42, Chumbinho/89), Manolas (Torosidis/74), Dielna (Maniatis/60), Potouridis (Holebas/60), Fejsa (Siovas/46), Ibagaza (Papazoglou/46), Lykogiannis (Tatos/74), Vlachodimos (Diogo/60), Fetfatzidis (Abdoun/74), Djebbour (Mitroglou/74) |  |
| Stadion: Koning Willem II Stadion, Tilburg Toeschouwers: 4.000 Scheidsrechter: Serdar Gözübüyük |                                                 |           |                                                                         | Meul , Van Buuren, Van der Rijt, Haastrup (Peters/74), Piqué (Jallo/70), Mulder (Guijt/70), Vossebelt , Haemhouts, Misidjan (De Groot/74), Snijders, Höcher (Podevijn/82) | Carroll, Karagounis (Pantelic/42, Chumbinho/89), Manolas (Torosidis/74), Dielna (Maniatis/60), Potouridis (Holebas/60), Fejsa (Siovas/46), Ibagaza (Papazoglou/46), Lykogiannis (Tatos/74), Vlachodimos (Diogo/60), Fetfatzidis (Abdoun/74), Djebbour (Mitroglou/74) |  |
|                                                                                                 |                                                 |           |                                                                         | | |  |

### Eredivisie

#### Augustus 2012
| 10 augustus 2012, 20u00                                                                     | Willem II             | 1-1 (0-0) | NAC Breda               | Opstelling Willem II | Opstelling NAC Breda |  |
| Stadion: Koning Willem II Stadion, Tilburg Toeschouwers: 12.400 Scheidsrechter: Bas Nijhuis | '79 Jens Podevijn 1-0 |           | 1-1 Anthony Lurling '87 | Meul, Van Buuren, Van der Rijt, Haastrup, Piqué, Mulder, Vossebelt, Haemhouts, Misidjan, Snijders (Podevijn/72 ), Höcher | Ten Rouwelaar, De Roover, Botteghin, Luijckx, Looms, Gudelj , Gilissen (Hooi/46), Buijs, Lurling, Schalk (Janse/69), Hadouir (Lasnik/86) |  |
| Stadion: Koning Willem II Stadion, Tilburg Toeschouwers: 12.400 Scheidsrechter: Bas Nijhuis |                       |           |                         | Meul, Van Buuren, Van der Rijt, Haastrup, Piqué, Mulder, Vossebelt, Haemhouts, Misidjan, Snijders (Podevijn/72 ), Höcher | Ten Rouwelaar, De Roover, Botteghin, Luijckx, Looms, Gudelj , Gilissen (Hooi/46), Buijs, Lurling, Schalk (Janse/69), Hadouir (Lasnik/86) |  |
| Stadion: Koning Willem II Stadion, Tilburg Toeschouwers: 12.400 Scheidsrechter: Bas Nijhuis |                       |           |                         | Meul, Van Buuren, Van der Rijt, Haastrup, Piqué, Mulder, Vossebelt, Haemhouts, Misidjan, Snijders (Podevijn/72 ), Höcher | Ten Rouwelaar, De Roover, Botteghin, Luijckx, Looms, Gudelj , Gilissen (Hooi/46), Buijs, Lurling, Schalk (Janse/69), Hadouir (Lasnik/86) |  |
|                                                                                             |                       |           |                         | | |  |

| 19 augustus 2012, 12u30                                                      | FC Groningen          | 1-1 (1-0) | Willem II           | Opstelling FC Groningen | Opstelling Willem II |  |
| Stadion: Euroborg, Groningen Toeschouwers: 20.448 Scheidsrechter: Ed Janssen | '26 David Texeira 1-0 |           | 1-1 Marc Höcher '48 | Luciano, Magnasco, Van Dijk, Sparv, Johansson , Kieftenbeld , Bacuna, Kwakman (Hiariej/83), Schet (Bos/90), Zeefuik (Suk/73), Texeira | Meul, Van Buuren, Van der Rijt , Haastrup , Piqué (Jallo/55), Mulder (Peters/73), Vossebelt , Haemhouts, Misidjan , Snijders (Brands/46), Höcher |  |
| Stadion: Euroborg, Groningen Toeschouwers: 20.448 Scheidsrechter: Ed Janssen |                       |           |                     | Luciano, Magnasco, Van Dijk, Sparv, Johansson , Kieftenbeld , Bacuna, Kwakman (Hiariej/83), Schet (Bos/90), Zeefuik (Suk/73), Texeira | Meul, Van Buuren, Van der Rijt , Haastrup , Piqué (Jallo/55), Mulder (Peters/73), Vossebelt , Haemhouts, Misidjan , Snijders (Brands/46), Höcher |  |
| Stadion: Euroborg, Groningen Toeschouwers: 20.448 Scheidsrechter: Ed Janssen |                       |           |                     | Luciano, Magnasco, Van Dijk, Sparv, Johansson , Kieftenbeld , Bacuna, Kwakman (Hiariej/83), Schet (Bos/90), Zeefuik (Suk/73), Texeira | Meul, Van Buuren, Van der Rijt , Haastrup , Piqué (Jallo/55), Mulder (Peters/73), Vossebelt , Haemhouts, Misidjan , Snijders (Brands/46), Höcher |  |
|                                                                              |                       |           |                     | | |  |

| 26 augustus 2012, 14u30                                                                      | Willem II | 0-2 (0-1) | Vitesse                                     | Opstelling Willem II | Opstelling Vitesse |  |
| Stadion: Koning Willem II Stadion, Tilburg Toeschouwers: 9.500 Scheidsrechter: Dennis Higler |           |           | 0-1 Jonathan Reis '38 0-2 Jonathan Reis '82 | Meul, Van Buuren, Van der Rijt, Haastrup , Piqué , Misidjan (Podevijn/61), Mulder, Haemhouts, Vossebelt (Guijt/75), Höcher, Snijders (Brands/68) | Velthuizen, Yasuda, Kasjia, Kalas, Van Aanholt, Van Ginkel, Pröpper (Cziommer/61), Van der Heijden , Ibarra (Hofs/79), Bony (Havenaar/54), Reis |  |
| Stadion: Koning Willem II Stadion, Tilburg Toeschouwers: 9.500 Scheidsrechter: Dennis Higler |           |           |                                             | Meul, Van Buuren, Van der Rijt, Haastrup , Piqué , Misidjan (Podevijn/61), Mulder, Haemhouts, Vossebelt (Guijt/75), Höcher, Snijders (Brands/68) | Velthuizen, Yasuda, Kasjia, Kalas, Van Aanholt, Van Ginkel, Pröpper (Cziommer/61), Van der Heijden , Ibarra (Hofs/79), Bony (Havenaar/54), Reis |  |
| Stadion: Koning Willem II Stadion, Tilburg Toeschouwers: 9.500 Scheidsrechter: Dennis Higler |           |           |                                             | Meul, Van Buuren, Van der Rijt, Haastrup , Piqué , Misidjan (Podevijn/61), Mulder, Haemhouts, Vossebelt (Guijt/75), Höcher, Snijders (Brands/68) | Velthuizen, Yasuda, Kasjia, Kalas, Van Aanholt, Van Ginkel, Pröpper (Cziommer/61), Van der Heijden , Ibarra (Hofs/79), Bony (Havenaar/54), Reis |  |
|                                                                                              |           |           |                                             | | |  |

#### September 2012
| 1 september 2012, 18u45                                                                         | Roda JC Kerkrade                                                   | 3-0 (1-0) | Willem II | Opstelling Roda JC Kerkrade | Opstelling Willem II |  |
| Stadion: Parkstad Limburg Stadion, Kerkrade Toeschouwers: 12.365 Scheidsrechter: Tom van Sichem | '39 Sanharib Malki 1-0 '74 Krisztián Németh 2-0 '81 Adil Ramzi 3-0 |           |           | Kurto, Monteyne , Wielaert, Kádár, Tamata , Hupperts (Affane/57), Fledderus (Danilo/66), Donald, Ramzi , Malki (Biemans/84), Németh | Meul, Van Buuren , Peters , Haastrup, Piqué, Vossebelt (Podevijn/75), Mulder, Haemhouts (Brands/56), Misidjan (Snijders/64), Joachim, Höcher |  |
| Stadion: Parkstad Limburg Stadion, Kerkrade Toeschouwers: 12.365 Scheidsrechter: Tom van Sichem |                                                                    |           |           | Kurto, Monteyne , Wielaert, Kádár, Tamata , Hupperts (Affane/57), Fledderus (Danilo/66), Donald, Ramzi , Malki (Biemans/84), Németh | Meul, Van Buuren , Peters , Haastrup, Piqué, Vossebelt (Podevijn/75), Mulder, Haemhouts (Brands/56), Misidjan (Snijders/64), Joachim, Höcher |  |
| Stadion: Parkstad Limburg Stadion, Kerkrade Toeschouwers: 12.365 Scheidsrechter: Tom van Sichem |                                                                    |           |           | Kurto, Monteyne , Wielaert, Kádár, Tamata , Hupperts (Affane/57), Fledderus (Danilo/66), Donald, Ramzi , Malki (Biemans/84), Németh | Meul, Van Buuren , Peters , Haastrup, Piqué, Vossebelt (Podevijn/75), Mulder, Haemhouts (Brands/56), Misidjan (Snijders/64), Joachim, Höcher |  |
|                                                                                                 |                                                                    |           |           | | |  |

| 15 september 2012, 19u45                                                                     | Willem II                              | 2-6 (0-2) | FC Twente | Opstelling Willem II | Opstelling FC Twente |  |
| Stadion: Koning Willem II Stadion, Tilburg Toeschouwers: 10.300 Scheidsrechter: Jan Wegereef | '70 Marc Höcher 1-3 '84Jeroen Lumu 2-5 |           | 0-1 Felipe Gutiérrez '39 0-2 Luc Castaignos '41 0-3 Robbert Schilder '53 1-4 Robbert Schilder '78 1-5 Willem Janssen '80 2-6 Philipp Haastrup (ed) '87 | Meul, Van Buuren, Van der Rijt, Haastrup, Piqué, Vossebelt (Haemhouts/67), Mulder , Brands (Guijt/75), Misidjan (Lumu/71), Joachim , Höcher | Michajlov, Rosales (Boyata/51), Wisgerhof, Douglas, Braafheid, Brama, Gutiérrez (Janssen/77), Schilder, Gyasi (Chadli/63), Castaignos, Tadić |  |
| Stadion: Koning Willem II Stadion, Tilburg Toeschouwers: 10.300 Scheidsrechter: Jan Wegereef |                                        |           | | Meul, Van Buuren, Van der Rijt, Haastrup, Piqué, Vossebelt (Haemhouts/67), Mulder , Brands (Guijt/75), Misidjan (Lumu/71), Joachim , Höcher | Michajlov, Rosales (Boyata/51), Wisgerhof, Douglas, Braafheid, Brama, Gutiérrez (Janssen/77), Schilder, Gyasi (Chadli/63), Castaignos, Tadić |  |
| Stadion: Koning Willem II Stadion, Tilburg Toeschouwers: 10.300 Scheidsrechter: Jan Wegereef |                                        |           | | Meul, Van Buuren, Van der Rijt, Haastrup, Piqué, Vossebelt (Haemhouts/67), Mulder , Brands (Guijt/75), Misidjan (Lumu/71), Joachim , Höcher | Michajlov, Rosales (Boyata/51), Wisgerhof, Douglas, Braafheid, Brama, Gutiérrez (Janssen/77), Schilder, Gyasi (Chadli/63), Castaignos, Tadić |  |
|                                                                                              |                                        |           | | | |  |

| 22 september 2012, 20u45                                                               | N.E.C. | 0-0 | Willem II | Opstelling N.E.C. | Opstelling Willem II                                                                                          |  |
| Stadion: Goffertstadion, Nijmegen Toeschouwers: 11.125 Scheidsrechter: Jochem Kamphuis |        |     |           | Babos, Breuer, Cmovš (Pálsson/72), Van Eijden, Conboy , Sno, Roorda (George/56), Koolwijk, Foor, Platje (Ten Voorde/77), Rieks | Meul, Van Buuren, Haastrup, Peters, Piqué, Mulder , Höcher, Vossebelt , Misidjan, Joachim, Snijders (Lumu/64) |  |
| Stadion: Goffertstadion, Nijmegen Toeschouwers: 11.125 Scheidsrechter: Jochem Kamphuis |        |     |           | Babos, Breuer, Cmovš (Pálsson/72), Van Eijden, Conboy , Sno, Roorda (George/56), Koolwijk, Foor, Platje (Ten Voorde/77), Rieks | Meul, Van Buuren, Haastrup, Peters, Piqué, Mulder , Höcher, Vossebelt , Misidjan, Joachim, Snijders (Lumu/64) |  |
| Stadion: Goffertstadion, Nijmegen Toeschouwers: 11.125 Scheidsrechter: Jochem Kamphuis |        |     |           | Babos, Breuer, Cmovš (Pálsson/72), Van Eijden, Conboy , Sno, Roorda (George/56), Koolwijk, Foor, Platje (Ten Voorde/77), Rieks | Meul, Van Buuren, Haastrup, Peters, Piqué, Mulder , Höcher, Vossebelt , Misidjan, Joachim, Snijders (Lumu/64) |  |
|                                                                                        |        |     |           | | |  |

| 30 september 2012, 14u30                                                                    | Willem II | 0-1 (0-0) | PEC Zwolle              | Opstelling Willem II | Opstelling PEC Zwolle |  |
| Stadion: Koning Willem II Stadion, Tilburg Toeschouwers: 11.300 Scheidsrechter: Ruud Bossen |           |           | 0-1 Bart van Hintum '46 | Meul, Van Buuren, Haastrup , Peters, Piqué, Mulder, Höcher, Vossebelt (Haemhouts/82), Misidjan (Lumu/46), Joachim, Snijders (Brands/53) | Wintjens, Van Polen, Aafjes, Lachman, Van Hintum , Gravenbeek, Achenteh (Nieveld/90), Broerse, Pluim (Narsingh/69), Mokhtar (Saymak/81 ), Benson |  |
| Stadion: Koning Willem II Stadion, Tilburg Toeschouwers: 11.300 Scheidsrechter: Ruud Bossen |           |           |                         | Meul, Van Buuren, Haastrup , Peters, Piqué, Mulder, Höcher, Vossebelt (Haemhouts/82), Misidjan (Lumu/46), Joachim, Snijders (Brands/53) | Wintjens, Van Polen, Aafjes, Lachman, Van Hintum , Gravenbeek, Achenteh (Nieveld/90), Broerse, Pluim (Narsingh/69), Mokhtar (Saymak/81 ), Benson |  |
| Stadion: Koning Willem II Stadion, Tilburg Toeschouwers: 11.300 Scheidsrechter: Ruud Bossen |           |           |                         | Meul, Van Buuren, Haastrup , Peters, Piqué, Mulder, Höcher, Vossebelt (Haemhouts/82), Misidjan (Lumu/46), Joachim, Snijders (Brands/53) | Wintjens, Van Polen, Aafjes, Lachman, Van Hintum , Gravenbeek, Achenteh (Nieveld/90), Broerse, Pluim (Narsingh/69), Mokhtar (Saymak/81 ), Benson |  |
|                                                                                             |           |           |                         | | |  |

#### Oktober 2012
| 6 oktober 2012, 18u45                                                                       | Willem II                | 1-0 (0-0) | RKC Waalwijk | Opstelling Willem II                                                                                                  | Opstelling RKC Waalwijk |  |
| Stadion: Koning Willem II Stadion, Tilburg Toeschouwers: 11.000 Scheidsrechter: Bas Nijhuis | '55 Aurélien Joachim 1-0 |           |              | Meul, Van Buuren, Haastrup, Peters, Piqué , Mulder, Vossebelt, Brands (Ippel/60), Lumu (Misidjan/73), Joachim, Höcher | Zoet, Martina, Drost, Van Mosselveld (Najah/80), Van Peppen, Duits , Braber, Stans (Lieder/76), Sneijder (Boukhari/86), Jozefzoon , Chevalier |  |
| Stadion: Koning Willem II Stadion, Tilburg Toeschouwers: 11.000 Scheidsrechter: Bas Nijhuis |                          |           |              | Meul, Van Buuren, Haastrup, Peters, Piqué , Mulder, Vossebelt, Brands (Ippel/60), Lumu (Misidjan/73), Joachim, Höcher | Zoet, Martina, Drost, Van Mosselveld (Najah/80), Van Peppen, Duits , Braber, Stans (Lieder/76), Sneijder (Boukhari/86), Jozefzoon , Chevalier |  |
| Stadion: Koning Willem II Stadion, Tilburg Toeschouwers: 11.000 Scheidsrechter: Bas Nijhuis |                          |           |              | Meul, Van Buuren, Haastrup, Peters, Piqué , Mulder, Vossebelt, Brands (Ippel/60), Lumu (Misidjan/73), Joachim, Höcher | Zoet, Martina, Drost, Van Mosselveld (Najah/80), Van Peppen, Duits , Braber, Stans (Lieder/76), Sneijder (Boukhari/86), Jozefzoon , Chevalier |  |
|                                                                                             |                          |           |              | | |  |

| 20 oktober 2012, 20u45                                                                     | PSV                                                                | 3-2 (0-2) | Willem II                                    | Opstelling PSV | Opstelling Willem II |  |
| Stadion: Philips Stadion, Eindhoven Toeschouwers: 32.000 Scheidsrechter: Alexandre Boucaut | '68 Kevin Strootman 1-2 '79 Kevin Strootman 2-2 '82 Tim Matavž 3-2 |           | 0-1 Jens Podevijn '16 0-2 Niek Vossebelt '23 | Waterman, Hutchinson, Marcelo, Derijck, Bouma (Willems/74), Wijnaldum, Engelaar (Locadia/29), Strootman, Narsingh (Matavž/46), Lens, Mertens | Meul, Van Buuren , Haastrup, Peters, Piqué, Ippel , Vossebelt (Brands/71), Mulder, Snijders (Misidjan/83), Joachim, Podevijn (Höcher/65) |  |
| Stadion: Philips Stadion, Eindhoven Toeschouwers: 32.000 Scheidsrechter: Alexandre Boucaut |                                                                    |           |                                              | Waterman, Hutchinson, Marcelo, Derijck, Bouma (Willems/74), Wijnaldum, Engelaar (Locadia/29), Strootman, Narsingh (Matavž/46), Lens, Mertens | Meul, Van Buuren , Haastrup, Peters, Piqué, Ippel , Vossebelt (Brands/71), Mulder, Snijders (Misidjan/83), Joachim, Podevijn (Höcher/65) |  |
| Stadion: Philips Stadion, Eindhoven Toeschouwers: 32.000 Scheidsrechter: Alexandre Boucaut |                                                                    |           |                                              | Waterman, Hutchinson, Marcelo, Derijck, Bouma (Willems/74), Wijnaldum, Engelaar (Locadia/29), Strootman, Narsingh (Matavž/46), Lens, Mertens | Meul, Van Buuren , Haastrup, Peters, Piqué, Ippel , Vossebelt (Brands/71), Mulder, Snijders (Misidjan/83), Joachim, Podevijn (Höcher/65) |  |
|                                                                                            |                                                                    |           |                                              | | |  |

| 27 oktober 2012, 18u45                                                                      | ADO Den Haag                                    | 2-0 (0-0) | Willem II | Opstelling ADO Den Haag | Opstelling Willem II |  |
| Stadion: Kyocera Stadion, Den Haag Toeschouwers: 10.008 Scheidsrechter: Reinold Wiedemeijer | '62/pen Danny Holla 1-0 '88 Mike van Duinen 2-0 |           |           | Zwinkels, Omeruo (Malone/68), Beugelsdijk, Wormgoor, Meijers (Supusepa/89), Jansen, Toornstra, Holla (Visser/76), Chery, Poepon, Van Duinen | Meul, Van Buuren, Haastrup, Peters , Piqué, Vossebelt (Misidjan/78), Mulder, Ippel, Snijders (Brands/85), Joachim, Podevijn (Höcher/66) |  |
| Stadion: Kyocera Stadion, Den Haag Toeschouwers: 10.008 Scheidsrechter: Reinold Wiedemeijer |                                                 |           |           | Zwinkels, Omeruo (Malone/68), Beugelsdijk, Wormgoor, Meijers (Supusepa/89), Jansen, Toornstra, Holla (Visser/76), Chery, Poepon, Van Duinen | Meul, Van Buuren, Haastrup, Peters , Piqué, Vossebelt (Misidjan/78), Mulder, Ippel, Snijders (Brands/85), Joachim, Podevijn (Höcher/66) |  |
| Stadion: Kyocera Stadion, Den Haag Toeschouwers: 10.008 Scheidsrechter: Reinold Wiedemeijer |                                                 |           |           | Zwinkels, Omeruo (Malone/68), Beugelsdijk, Wormgoor, Meijers (Supusepa/89), Jansen, Toornstra, Holla (Visser/76), Chery, Poepon, Van Duinen | Meul, Van Buuren, Haastrup, Peters , Piqué, Vossebelt (Misidjan/78), Mulder, Ippel, Snijders (Brands/85), Joachim, Podevijn (Höcher/66) |  |
|                                                                                             |                                                 |           |           | | |  |

#### November 2012
| 3 november 2012, 19u45                                                                     | Willem II                  | 1-5 (1-2) | FC Utrecht | Opstelling Willem II | Opstelling FC Utrecht |  |
| Stadion: Koning Willem II Stadion, Tilburg Toeschouwers: 10.750 Scheidsrechter: Kevin Blom | '38 Jacob Mulenga (ed) 1-1 |           | 0-1 Cedric van der Gun '13 1-2 Jacob Mulenga '44 1-3 Alexander Gerndt '63 1-4 Alexander Gerndt '75 1-5 Jacob Mulenga '63 | Meul, Van Buuren, Haastrup (Akouili/69), Peters, Piqué, Ippel (Vossebelt/77), Brands, Mulder, Podevijn (Misidjan/51 ), Snijders, Höcher | Ruiter, Van der Maarel, Van der Hoorn, Wuytens, Bulthuis, Sarota (Schepers/84), Kali, Asare (Takagi/78), Oar, Mulenga, Van der Gun (Gerndt/46) |  |
| Stadion: Koning Willem II Stadion, Tilburg Toeschouwers: 10.750 Scheidsrechter: Kevin Blom |                            |           | | Meul, Van Buuren, Haastrup (Akouili/69), Peters, Piqué, Ippel (Vossebelt/77), Brands, Mulder, Podevijn (Misidjan/51 ), Snijders, Höcher | Ruiter, Van der Maarel, Van der Hoorn, Wuytens, Bulthuis, Sarota (Schepers/84), Kali, Asare (Takagi/78), Oar, Mulenga, Van der Gun (Gerndt/46) |  |
| Stadion: Koning Willem II Stadion, Tilburg Toeschouwers: 10.750 Scheidsrechter: Kevin Blom |                            |           | | Meul, Van Buuren, Haastrup (Akouili/69), Peters, Piqué, Ippel (Vossebelt/77), Brands, Mulder, Podevijn (Misidjan/51 ), Snijders, Höcher | Ruiter, Van der Maarel, Van der Hoorn, Wuytens, Bulthuis, Sarota (Schepers/84), Kali, Asare (Takagi/78), Oar, Mulenga, Van der Gun (Gerndt/46) |  |
|                                                                                            |                            |           | | | |  |

| 10 november 2012, 19u45                                                                         | VVV-Venlo                                                                            | 4-1 (1-0) | Willem II               | Opstelling VVV-Venlo | Opstelling Willem II |  |
| Stadion: Seacon Stadion - De Koel -, Venlo Toeschouwers: 7.400 Scheidsrechter: Richard Liesveld | '27 Marcel Seip 1-0 '47 Robert Cullen 2-0 '53 Bryan Linssen 3-0 '72 Oguzhan Türk 4-0 |           | 4-1 Virgil Misidjan '74 | Mäenpää, Joppen, Röseler, Seip, Fleuren , Maguire, Türk (Reimerink/76), Van Haaren, Radosavljevic, Linssen (Wildschut/82), Cullen (Nwofor/89) | Meul, Van Buuren (Akouili/67), Haastrup , Peters, Piqué, Mulder, Vossebelt (Sanusi/60), Ippel , Snijders, Brands, Höcher (Misidjan/60) |  |
| Stadion: Seacon Stadion - De Koel -, Venlo Toeschouwers: 7.400 Scheidsrechter: Richard Liesveld |                                                                                      |           |                         | Mäenpää, Joppen, Röseler, Seip, Fleuren , Maguire, Türk (Reimerink/76), Van Haaren, Radosavljevic, Linssen (Wildschut/82), Cullen (Nwofor/89) | Meul, Van Buuren (Akouili/67), Haastrup , Peters, Piqué, Mulder, Vossebelt (Sanusi/60), Ippel , Snijders, Brands, Höcher (Misidjan/60) |  |
| Stadion: Seacon Stadion - De Koel -, Venlo Toeschouwers: 7.400 Scheidsrechter: Richard Liesveld |                                                                                      |           |                         | Mäenpää, Joppen, Röseler, Seip, Fleuren , Maguire, Türk (Reimerink/76), Van Haaren, Radosavljevic, Linssen (Wildschut/82), Cullen (Nwofor/89) | Meul, Van Buuren (Akouili/67), Haastrup , Peters, Piqué, Mulder, Vossebelt (Sanusi/60), Ippel , Snijders, Brands, Höcher (Misidjan/60) |  |
|                                                                                                 |                                                                                      |           |                         | | |  |

| 18 november 2012, 14u30                                                                          | Feyenoord                                                        | 3-0 (1-0) | Willem II | Opstelling Feyenoord | Opstelling Willem II |  |
| Stadion: Stadion Feijenoord, Rotterdam Toeschouwers: 45.000 Scheidsrechter: Sébastien Delferière | '33 Lex Immers 1-0 '54 Graziano Pellè 2-0 '60 Graziano Pellè 3-0 |           |           | Lamprou, Janmaat (Elabdellaoui/83), De Vrij, Mathijsen, Nelom, Clasie, Immers (Singh/58), Vilhena, Verhoek, Pellè, Schaken (Boëtius/69) | Meul, Mulder (Monteiro/71), Akouili (Sanusi/66), Peters, Piqué, Vossebelt, Ippel, Haemhouts, Misidjan, Snijders (Lumu/12), Höcher |  |
| Stadion: Stadion Feijenoord, Rotterdam Toeschouwers: 45.000 Scheidsrechter: Sébastien Delferière |                                                                  |           |           | Lamprou, Janmaat (Elabdellaoui/83), De Vrij, Mathijsen, Nelom, Clasie, Immers (Singh/58), Vilhena, Verhoek, Pellè, Schaken (Boëtius/69) | Meul, Mulder (Monteiro/71), Akouili (Sanusi/66), Peters, Piqué, Vossebelt, Ippel, Haemhouts, Misidjan, Snijders (Lumu/12), Höcher |  |
| Stadion: Stadion Feijenoord, Rotterdam Toeschouwers: 45.000 Scheidsrechter: Sébastien Delferière |                                                                  |           |           | Lamprou, Janmaat (Elabdellaoui/83), De Vrij, Mathijsen, Nelom, Clasie, Immers (Singh/58), Vilhena, Verhoek, Pellè, Schaken (Boëtius/69) | Meul, Mulder (Monteiro/71), Akouili (Sanusi/66), Peters, Piqué, Vossebelt, Ippel, Haemhouts, Misidjan, Snijders (Lumu/12), Höcher |  |
|                                                                                                  |                                                                  |           |           | | |  |

| 24 november 2012, 20u45                                                                        | Willem II                                     | 2-2 (0-1) | Heracles Almelo                                     | Opstelling Willem II | Opstelling Heracles Almelo |  |
| Stadion: Koning Willem II Stadion, Tilburg Toeschouwers: 10.000 Scheidsrechter: Pol van Boekel | '77 Niek Vossebelt 1-2 '90 Jordens Peters 2-2 |           | 0-1 Samuel Armenteros '34 0-2 Samuel Armenteros '62 | Meul, Van Buuren, Haastrup, Peters , Piqué, Vossebelt , Mulder, Haemhouts (Ippel/46), Misidjan, Joachim (Höcher/58), Lumu (Podevijn/68) | Pasveer, Rienstra, Vejinović , Dorda , Bruns , Quansah , Overtoom, Duarte (Koenders/83 ), Castillion (Gouriye/72), Armenteros , Pedro (Everton/61) |  |
| Stadion: Koning Willem II Stadion, Tilburg Toeschouwers: 10.000 Scheidsrechter: Pol van Boekel |                                               |           |                                                     | Meul, Van Buuren, Haastrup, Peters , Piqué, Vossebelt , Mulder, Haemhouts (Ippel/46), Misidjan, Joachim (Höcher/58), Lumu (Podevijn/68) | Pasveer, Rienstra, Vejinović , Dorda , Bruns , Quansah , Overtoom, Duarte (Koenders/83 ), Castillion (Gouriye/72), Armenteros , Pedro (Everton/61) |  |
| Stadion: Koning Willem II Stadion, Tilburg Toeschouwers: 10.000 Scheidsrechter: Pol van Boekel |                                               |           |                                                     | Meul, Van Buuren, Haastrup, Peters , Piqué, Vossebelt , Mulder, Haemhouts (Ippel/46), Misidjan, Joachim (Höcher/58), Lumu (Podevijn/68) | Pasveer, Rienstra, Vejinović , Dorda , Bruns , Quansah , Overtoom, Duarte (Koenders/83 ), Castillion (Gouriye/72), Armenteros , Pedro (Everton/61) |  |
|                                                                                                |                                               |           |                                                     | | |  |

#### December 2012
| 1 december 2012, 20u45                                                                        | Willem II                                                            | 3-1 (1-0) | sc Heerenveen              | Opstelling Willem II | Opstelling sc Heerenveen |  |
| Stadion: Koning Willem II Stadion, Tilburg Toeschouwers: 9.850 Scheidsrechter: Eric Braamhaar | '17 Virgil Misidjan 1-0 '79 Hans Mulder 2-1 '90 Aurélien Joachim 3-1 |           | 1-1 Alfreð Finnbogason '70 | Meul, Van Buuren (Akouili/31 ), Haastrup, Peters, Jallo , Mulder, Guijt, Ippel, Misidjan, Joachim (Höcher/90+4), Podevijn (Snijders/62) | Nordfeldt, Zuiverloon (Fazli/84), Gouweleeuw , Zomer (Kruiswijk/70), Kum , De Roon , Ðuricic, Kums , Pappa, Finnbogason, Van La Parra (De Ridder/70) |  |
| Stadion: Koning Willem II Stadion, Tilburg Toeschouwers: 9.850 Scheidsrechter: Eric Braamhaar |                                                                      |           |                            | Meul, Van Buuren (Akouili/31 ), Haastrup, Peters, Jallo , Mulder, Guijt, Ippel, Misidjan, Joachim (Höcher/90+4), Podevijn (Snijders/62) | Nordfeldt, Zuiverloon (Fazli/84), Gouweleeuw , Zomer (Kruiswijk/70), Kum , De Roon , Ðuricic, Kums , Pappa, Finnbogason, Van La Parra (De Ridder/70) |  |
| Stadion: Koning Willem II Stadion, Tilburg Toeschouwers: 9.850 Scheidsrechter: Eric Braamhaar |                                                                      |           |                            | Meul, Van Buuren (Akouili/31 ), Haastrup, Peters, Jallo , Mulder, Guijt, Ippel, Misidjan, Joachim (Höcher/90+4), Podevijn (Snijders/62) | Nordfeldt, Zuiverloon (Fazli/84), Gouweleeuw , Zomer (Kruiswijk/70), Kum , De Roon , Ðuricic, Kums , Pappa, Finnbogason, Van La Parra (De Ridder/70) |  |
|                                                                                               |                                                                      |           |                            | | |  |

| 9 december 2012, 14u30                                                         | AZ | 0-0 | Willem II | Opstelling AZ | Opstelling Willem II |  |
| Stadion: AFAS Stadion, Alkmaar Toeschouwers: 16.072 Scheidsrechter: Ed Janssen |    |     |           | Esteban, Johansson , Reijnen (Falkenburg/84), Viergever, Wijnaldum, Henriksen, Maher, Elm, Beerens, Altidore, Guðmundsson (Berghuis/67) | Meul, Akouili , Haastrup, Peters (Van Buuren/46), Jallo, Mulder, Guijt, Vossebelt, Misidjan (Höcher/90), Joachim, Podevijn (Snijders/55) |  |
| Stadion: AFAS Stadion, Alkmaar Toeschouwers: 16.072 Scheidsrechter: Ed Janssen |    |     |           | Esteban, Johansson , Reijnen (Falkenburg/84), Viergever, Wijnaldum, Henriksen, Maher, Elm, Beerens, Altidore, Guðmundsson (Berghuis/67) | Meul, Akouili , Haastrup, Peters (Van Buuren/46), Jallo, Mulder, Guijt, Vossebelt, Misidjan (Höcher/90), Joachim, Podevijn (Snijders/55) |  |
| Stadion: AFAS Stadion, Alkmaar Toeschouwers: 16.072 Scheidsrechter: Ed Janssen |    |     |           | Esteban, Johansson , Reijnen (Falkenburg/84), Viergever, Wijnaldum, Henriksen, Maher, Elm, Beerens, Altidore, Guðmundsson (Berghuis/67) | Meul, Akouili , Haastrup, Peters (Van Buuren/46), Jallo, Mulder, Guijt, Vossebelt, Misidjan (Höcher/90), Joachim, Podevijn (Snijders/55) |  |
|                                                                                |    |     |           | | |  |

| 16 december 2012, 16u30                                                                    | Willem II                                        | 2-4 (2-2) | AFC Ajax                                                                               | Opstelling Willem II | Opstelling AFC Ajax |  |
| Stadion: Koning Willem II Stadion, Tilburg Toeschouwers: 13.825 Scheidsrechter: Kevin Blom | '16 Aurélien Joachim 1-2 '28 Genaro Snijders 2-2 |           | 0-1 Siem de Jong '11 0-2 Danny Hoesen '14 2-3 Niklas Moisander '72 2-4 Jody Lukoki '87 | Meul, Van Buuren (Höcher/81), Akouili, Haastrup, Jallo, Mulder (Ippel/62), Guijt, Vossebelt, Misidjan, Joachim, Snijders (Podevijn/59) | Vermeer, Van Rhijn, Alderweireld, Moisander, Blind, De Jong, Schöne, Eriksen, Boerrigter (Sana/88), Hoesen (Poulsen/76), Fischer (Lukoki/67) |  |
| Stadion: Koning Willem II Stadion, Tilburg Toeschouwers: 13.825 Scheidsrechter: Kevin Blom |                                                  |           |                                                                                        | Meul, Van Buuren (Höcher/81), Akouili, Haastrup, Jallo, Mulder (Ippel/62), Guijt, Vossebelt, Misidjan, Joachim, Snijders (Podevijn/59) | Vermeer, Van Rhijn, Alderweireld, Moisander, Blind, De Jong, Schöne, Eriksen, Boerrigter (Sana/88), Hoesen (Poulsen/76), Fischer (Lukoki/67) |  |
| Stadion: Koning Willem II Stadion, Tilburg Toeschouwers: 13.825 Scheidsrechter: Kevin Blom |                                                  |           |                                                                                        | Meul, Van Buuren (Höcher/81), Akouili, Haastrup, Jallo, Mulder (Ippel/62), Guijt, Vossebelt, Misidjan, Joachim, Snijders (Podevijn/59) | Vermeer, Van Rhijn, Alderweireld, Moisander, Blind, De Jong, Schöne, Eriksen, Boerrigter (Sana/88), Hoesen (Poulsen/76), Fischer (Lukoki/67) |  |
|                                                                                            |                                                  |           |                                                                                        | | |  |

| 23 december 2012, 12u30                                                                   | RKC Waalwijk | 0-0 | Willem II | Opstelling RKC Waalwijk | Opstelling Willem II |  |
| Stadion: Mandemakers Stadion, Waalwijk Toeschouwers: 6.000 Scheidsrechter: Tom van Sichem |              |     |           | Zoet, Martina, H. Drost (Ramos/39), Van Mosselveld (Bandjar/46), Van Peppen, Najah, Braber, Duits, Jozefzoon, Chevalier , Boukhari (Zeldenrust/75) | Meul, Van Buuren, Akouili, Haastrup, Jallo , Vossebelt, Haemhouts, Guijt , Misidjan (Podevijn/82), Joachim, Snijders (Piqué/46) |  |
| Stadion: Mandemakers Stadion, Waalwijk Toeschouwers: 6.000 Scheidsrechter: Tom van Sichem |              |     |           | Zoet, Martina, H. Drost (Ramos/39), Van Mosselveld (Bandjar/46), Van Peppen, Najah, Braber, Duits, Jozefzoon, Chevalier , Boukhari (Zeldenrust/75) | Meul, Van Buuren, Akouili, Haastrup, Jallo , Vossebelt, Haemhouts, Guijt , Misidjan (Podevijn/82), Joachim, Snijders (Piqué/46) |  |
| Stadion: Mandemakers Stadion, Waalwijk Toeschouwers: 6.000 Scheidsrechter: Tom van Sichem |              |     |           | Zoet, Martina, H. Drost (Ramos/39), Van Mosselveld (Bandjar/46), Van Peppen, Najah, Braber, Duits, Jozefzoon, Chevalier , Boukhari (Zeldenrust/75) | Meul, Van Buuren, Akouili, Haastrup, Jallo , Vossebelt, Haemhouts, Guijt , Misidjan (Podevijn/82), Joachim, Snijders (Piqué/46) |  |
|                                                                                           |              |     |           | | |  |

#### Januari 2013
| 20 januari 2013, 14u30                                                                          | Willem II           | 1-1 (0-1) | ADO Den Haag         | Opstelling Willem II | Opstelling ADO Den Haag |  |
| Stadion: Koning Willem II Stadion, Tilburg Toeschouwers: 10.050 Scheidsrechter: Maarten Ketting | '79 Hans Mulder 1-1 |           | 0-1 Kevin Jansen '20 | Meul, Akouili, Haastrup, Peters , Podevijn , Mulder, Vossebelt, Guijt (Haemhouts/61), Misidjan, Joachim, Höcher (Snijders/72) | Coutinho, Malone , Supusepa, Wormgoor, Meijers, Holla, Jansen (Visser/80), Toornstra, Chery, Poepon (Vicento/65), Van Duinen (Kolk/85) |  |
| Stadion: Koning Willem II Stadion, Tilburg Toeschouwers: 10.050 Scheidsrechter: Maarten Ketting |                     |           |                      | Meul, Akouili, Haastrup, Peters , Podevijn , Mulder, Vossebelt, Guijt (Haemhouts/61), Misidjan, Joachim, Höcher (Snijders/72) | Coutinho, Malone , Supusepa, Wormgoor, Meijers, Holla, Jansen (Visser/80), Toornstra, Chery, Poepon (Vicento/65), Van Duinen (Kolk/85) |  |
| Stadion: Koning Willem II Stadion, Tilburg Toeschouwers: 10.050 Scheidsrechter: Maarten Ketting |                     |           |                      | Meul, Akouili, Haastrup, Peters , Podevijn , Mulder, Vossebelt, Guijt (Haemhouts/61), Misidjan, Joachim, Höcher (Snijders/72) | Coutinho, Malone , Supusepa, Wormgoor, Meijers, Holla, Jansen (Visser/80), Toornstra, Chery, Poepon (Vicento/65), Van Duinen (Kolk/85) |  |
|                                                                                                 |                     |           |                      | | |  |

| 27 januari 2013, 14u30                                                                  | FC Utrecht                                                      | 3-1 (0-0) | Willem II                  | Opstelling FC Utrecht | Opstelling Willem II |  |
| Stadion: Stadion Galgenwaard, Utrecht Toeschouwers: 18.000 Scheidsrechter: Jan Wegereef | '48 Anouar Kali 1-0 '67 Édouard Duplan 2-0 '89 Bob Schepers 3-0 |           | 3-1 Robbie Haemhouts '90+1 | Ruiter, Van der Maarel, Van der Hoorn, Wuytens, Bulthuis, Duplan (Schepers/88), Kali, Asare, Sarota (Ayoub/65), Van der Gun (De Kogel/62), Gerndt | Meul, Akouili, Haastrup , Peters, Jallo, Mulder, Vossebelt , Guijt (Haemhouts/73), Misidjan (Höcher/73), Joachim, Podevijn (Snijders/72) |  |
| Stadion: Stadion Galgenwaard, Utrecht Toeschouwers: 18.000 Scheidsrechter: Jan Wegereef |                                                                 |           |                            | Ruiter, Van der Maarel, Van der Hoorn, Wuytens, Bulthuis, Duplan (Schepers/88), Kali, Asare, Sarota (Ayoub/65), Van der Gun (De Kogel/62), Gerndt | Meul, Akouili, Haastrup , Peters, Jallo, Mulder, Vossebelt , Guijt (Haemhouts/73), Misidjan (Höcher/73), Joachim, Podevijn (Snijders/72) |  |
| Stadion: Stadion Galgenwaard, Utrecht Toeschouwers: 18.000 Scheidsrechter: Jan Wegereef |                                                                 |           |                            | Ruiter, Van der Maarel, Van der Hoorn, Wuytens, Bulthuis, Duplan (Schepers/88), Kali, Asare, Sarota (Ayoub/65), Van der Gun (De Kogel/62), Gerndt | Meul, Akouili, Haastrup , Peters, Jallo, Mulder, Vossebelt , Guijt (Haemhouts/73), Misidjan (Höcher/73), Joachim, Podevijn (Snijders/72) |  |
|                                                                                         |                                                                 |           |                            | | |  |

#### Februari 2013
| 3 februari 2013, 16u30                                                                           | Willem II                   | 1-3 (1-1) | Feyenoord                                                          | Opstelling Willem II | Opstelling Feyenoord |  |
| Stadion: Koning Willem II Stadion, Tilburg Toeschouwers: 12.300 Scheidsrechter: Richard Liesveld | '38/pen Virgil Misidjan 1-1 |           | 0-1 Graziano Pellè '10 1-2 Tonny Vilhena '49 1-3 Tonny Vilhena '58 | Meul, Cornelisse, Haastrup, Peters, Jallo, Hofs (Haemhouts/66), Vossebelt, Mulder, Misidjan (Snijders/71), Joachim (Guijt/76), Podevijn | Mulder, Janmaat, De Vrij, Mathijsen , Martins Indi, Clasie, Vormer, Vilhena (Singh/90+1), Verhoek (Goossens/82), Pellè, Boëtius |  |
| Stadion: Koning Willem II Stadion, Tilburg Toeschouwers: 12.300 Scheidsrechter: Richard Liesveld |                             |           |                                                                    | Meul, Cornelisse, Haastrup, Peters, Jallo, Hofs (Haemhouts/66), Vossebelt, Mulder, Misidjan (Snijders/71), Joachim (Guijt/76), Podevijn | Mulder, Janmaat, De Vrij, Mathijsen , Martins Indi, Clasie, Vormer, Vilhena (Singh/90+1), Verhoek (Goossens/82), Pellè, Boëtius |  |
| Stadion: Koning Willem II Stadion, Tilburg Toeschouwers: 12.300 Scheidsrechter: Richard Liesveld |                             |           |                                                                    | Meul, Cornelisse, Haastrup, Peters, Jallo, Hofs (Haemhouts/66), Vossebelt, Mulder, Misidjan (Snijders/71), Joachim (Guijt/76), Podevijn | Mulder, Janmaat, De Vrij, Mathijsen , Martins Indi, Clasie, Vormer, Vilhena (Singh/90+1), Verhoek (Goossens/82), Pellè, Boëtius |  |
|                                                                                                  |                             |           |                                                                    | | |  |

| 9 februari 2013, 19u45                                                             | Heracles Almelo                                                                        | 4-1 (3-1) | Willem II             | Opstelling Heracles Almelo | Opstelling Willem II |  |
| Stadion: Polman Stadion, Almelo Toeschouwers: 8.450 Scheidsrechter: Danny Makkelie | '19 Marko Vejinović 1-1 '26 Thomas Bruns 2-1 '43 Lerin Duarte 3-1 '61 Thomas Bruns 4-1 |           | 0-1 Niek Vossebelt '6 | Pasveer, Koenders, Schenkeveld , Dorda, Quansah, Bruns (Belterman/74), Vujičević, Duarte, Gouriye (Schamp/82), Vejinović, Everton | Meul, Cornelisse, Akouili, Peters, Jallo, Mulder (Haemhouts/55), Vossebelt, Hofs (Ippel/66), Misidjan (Höcher/77), Joachim, Podevijn |  |
| Stadion: Polman Stadion, Almelo Toeschouwers: 8.450 Scheidsrechter: Danny Makkelie |                                                                                        |           |                       | Pasveer, Koenders, Schenkeveld , Dorda, Quansah, Bruns (Belterman/74), Vujičević, Duarte, Gouriye (Schamp/82), Vejinović, Everton | Meul, Cornelisse, Akouili, Peters, Jallo, Mulder (Haemhouts/55), Vossebelt, Hofs (Ippel/66), Misidjan (Höcher/77), Joachim, Podevijn |  |
| Stadion: Polman Stadion, Almelo Toeschouwers: 8.450 Scheidsrechter: Danny Makkelie |                                                                                        |           |                       | Pasveer, Koenders, Schenkeveld , Dorda, Quansah, Bruns (Belterman/74), Vujičević, Duarte, Gouriye (Schamp/82), Vejinović, Everton | Meul, Cornelisse, Akouili, Peters, Jallo, Mulder (Haemhouts/55), Vossebelt, Hofs (Ippel/66), Misidjan (Höcher/77), Joachim, Podevijn |  |
|                                                                                    |                                                                                        |           |                       | | |  |

| 16 februari 2013, 18u45                                                                   | FC Twente                       | 1-1 (1-0) | Willem II             | Opstelling FC Twente                                                                                               | Opstelling Willem II |  |
| Stadion: De Grolsch Veste, Enschede Toeschouwers: 29.500 Scheidsrechter: Serdar Gözübüyük | '43 Douglas Franco Teixeira 1-0 |           | 1-1 Ricardo Ippel '90 | Michajlov, Rosales, Douglas, Bengtsson, Braafheid, Brama , Fer, Schilder (Cabral/80), Tadić, Castaignos, Gutiérrez | Meul , Cornelisse, Haastrup , Peters, Jallo, Vossebelt (Ippel/46), Haemhouts, Hofs (Guijt/75), Misidjan, Joachim, Podevijn (Höcher/73) |  |
| Stadion: De Grolsch Veste, Enschede Toeschouwers: 29.500 Scheidsrechter: Serdar Gözübüyük |                                 |           |                       | Michajlov, Rosales, Douglas, Bengtsson, Braafheid, Brama , Fer, Schilder (Cabral/80), Tadić, Castaignos, Gutiérrez | Meul , Cornelisse, Haastrup , Peters, Jallo, Vossebelt (Ippel/46), Haemhouts, Hofs (Guijt/75), Misidjan, Joachim, Podevijn (Höcher/73) |  |
| Stadion: De Grolsch Veste, Enschede Toeschouwers: 29.500 Scheidsrechter: Serdar Gözübüyük |                                 |           |                       | Michajlov, Rosales, Douglas, Bengtsson, Braafheid, Brama , Fer, Schilder (Cabral/80), Tadić, Castaignos, Gutiérrez | Meul , Cornelisse, Haastrup , Peters, Jallo, Vossebelt (Ippel/46), Haemhouts, Hofs (Guijt/75), Misidjan, Joachim, Podevijn (Höcher/73) |  |
|                                                                                           |                                 |           |                       | | |  |

| 22 februari 2013, 20u00                                                                     | Willem II                                        | 2-3 (1-3) | N.E.C.                                                                  | Opstelling Willem II | Opstelling N.E.C. |  |
| Stadion: Koning Willem II Stadion, Tilburg Toeschouwers: 10.650 Scheidsrechter: Bas Nijhuis | '1 Robbie Haemhouts 1-0 '52 Aurélien Joachim 2-3 |           | 1-1 Tim Cornelisse/e.d. '26 1-2 Melvin Platje '33 1-3 Melvin Platje '42 | Meul, Cornelisse, Akouili, Peters, Jallo, Mulder (Höcher/79), Haemhouts, Hofs (Guijt/74), Misidjan, Joachim, Podevijn (Lumu/56) | Babos, Bovenberg, Van Eijden, Breuer, Amieux, Koolwijk, Falkenburg (Stutter/82), Pálsson, George (Conboy/90), Platje (Boymans/66), Van der Velden |  |
| Stadion: Koning Willem II Stadion, Tilburg Toeschouwers: 10.650 Scheidsrechter: Bas Nijhuis |                                                  |           |                                                                         | Meul, Cornelisse, Akouili, Peters, Jallo, Mulder (Höcher/79), Haemhouts, Hofs (Guijt/74), Misidjan, Joachim, Podevijn (Lumu/56) | Babos, Bovenberg, Van Eijden, Breuer, Amieux, Koolwijk, Falkenburg (Stutter/82), Pálsson, George (Conboy/90), Platje (Boymans/66), Van der Velden |  |
| Stadion: Koning Willem II Stadion, Tilburg Toeschouwers: 10.650 Scheidsrechter: Bas Nijhuis |                                                  |           |                                                                         | Meul, Cornelisse, Akouili, Peters, Jallo, Mulder (Höcher/79), Haemhouts, Hofs (Guijt/74), Misidjan, Joachim, Podevijn (Lumu/56) | Babos, Bovenberg, Van Eijden, Breuer, Amieux, Koolwijk, Falkenburg (Stutter/82), Pálsson, George (Conboy/90), Platje (Boymans/66), Van der Velden |  |
|                                                                                             |                                                  |           |                                                                         | | |  |

#### Maart 2013
| 2 maart 2013, 19u45                                                                   | PEC Zwolle                                     | 2-0 (0-0) | Willem II | Opstelling PEC Zwolle                                                                                            | Opstelling Willem II |  |
| Stadion: IJsseldelta Stadion, Zwolle Toeschouwers: 10.220 Scheidsrechter: Pieter Vink | '57 Arsenio Valpoort 1-0 '60 Mateusz Klich 2-0 |           |           | Boer, Van Polen, Lachman, Broerse, Achenteh, Klich, Slot (Drost/37), Pluim, Valpoort, Avdić (Benson/77), Mokhtar | Meul, Cornelisse, Haastrup, Peters, Jallo (Van Buuren/40), Haemhouts, Ippel, Hofs (Guijt/67), Lumu (Misidjan/56), Joachim, Höcher |  |
| Stadion: IJsseldelta Stadion, Zwolle Toeschouwers: 10.220 Scheidsrechter: Pieter Vink |                                                |           |           | Boer, Van Polen, Lachman, Broerse, Achenteh, Klich, Slot (Drost/37), Pluim, Valpoort, Avdić (Benson/77), Mokhtar | Meul, Cornelisse, Haastrup, Peters, Jallo (Van Buuren/40), Haemhouts, Ippel, Hofs (Guijt/67), Lumu (Misidjan/56), Joachim, Höcher |  |
| Stadion: IJsseldelta Stadion, Zwolle Toeschouwers: 10.220 Scheidsrechter: Pieter Vink |                                                |           |           | Boer, Van Polen, Lachman, Broerse, Achenteh, Klich, Slot (Drost/37), Pluim, Valpoort, Avdić (Benson/77), Mokhtar | Meul, Cornelisse, Haastrup, Peters, Jallo (Van Buuren/40), Haemhouts, Ippel, Hofs (Guijt/67), Lumu (Misidjan/56), Joachim, Höcher |  |
|                                                                                       |                                                |           |           | | |  |

| 9 maart 2013, 19u45                                                                           | Willem II           | 1-0 (0-0) | VVV-Venlo | Opstelling Willem II | Opstelling VVV-Venlo |  |
| Stadion: Koning Willem II Stadion, Tilburg Toeschouwers: 13.000 Scheidsrechter: Björn Kuipers | '89 Danny Guijt 1-0 |           |           | Meul, Cornelisse, Haastrup (Lumu/67), Peters, Jallo, Ippel (Akouili/80), Haemhouts, Hofs (Guijt/43 ), Misidjan, Joachim, Höcher | Mäenpää, Joppen, Röseler, Seip, Fleuren, Maguire, Radosavljevič (Bergkamp/90+1), Van Haaren (Wildschut/71), Ramsteijn , Linssen, Otsu (Cullen/75) |  |
| Stadion: Koning Willem II Stadion, Tilburg Toeschouwers: 13.000 Scheidsrechter: Björn Kuipers |                     |           |           | Meul, Cornelisse, Haastrup (Lumu/67), Peters, Jallo, Ippel (Akouili/80), Haemhouts, Hofs (Guijt/43 ), Misidjan, Joachim, Höcher | Mäenpää, Joppen, Röseler, Seip, Fleuren, Maguire, Radosavljevič (Bergkamp/90+1), Van Haaren (Wildschut/71), Ramsteijn , Linssen, Otsu (Cullen/75) |  |
| Stadion: Koning Willem II Stadion, Tilburg Toeschouwers: 13.000 Scheidsrechter: Björn Kuipers |                     |           |           | Meul, Cornelisse, Haastrup (Lumu/67), Peters, Jallo, Ippel (Akouili/80), Haemhouts, Hofs (Guijt/43 ), Misidjan, Joachim, Höcher | Mäenpää, Joppen, Röseler, Seip, Fleuren, Maguire, Radosavljevič (Bergkamp/90+1), Van Haaren (Wildschut/71), Ramsteijn , Linssen, Otsu (Cullen/75) |  |
|                                                                                               |                     |           |           | | |  |

| 17 maart 2013, 14u30                                                                    | NAC Breda                                                                            | 4-0 (1-0) | Willem II | Opstelling NAC Breda | Opstelling Willem II |  |
| Stadion: Rat Verlegh Stadion, Breda Toeschouwers: 16.500 Scheidsrechter: Danny Makkelie | '11 Kees Luijckx 1-0 '72 Mats Seuntjens 2-0 '79 Elson Hooi 3-0 '80 Danny Verbeek 4-0 |           |           | Ten Rouwelaar, Janse, Luijckx, Botteghin, Van der Weg, Buijs (Gommeren/89), Gudelj, Gilissen, Hooi, Lurling (Seuntjens/61), Verbeek (Ten Voorde/85) | Meul, Cornelisse, Haastrup, Peters, Jallo (Van Buuren/15), Haemhouts, Guijt, Ippel (Brands/65), Misidjan (Lumu/55), Joachim, Höcher |  |
| Stadion: Rat Verlegh Stadion, Breda Toeschouwers: 16.500 Scheidsrechter: Danny Makkelie |                                                                                      |           |           | Ten Rouwelaar, Janse, Luijckx, Botteghin, Van der Weg, Buijs (Gommeren/89), Gudelj, Gilissen, Hooi, Lurling (Seuntjens/61), Verbeek (Ten Voorde/85) | Meul, Cornelisse, Haastrup, Peters, Jallo (Van Buuren/15), Haemhouts, Guijt, Ippel (Brands/65), Misidjan (Lumu/55), Joachim, Höcher |  |
| Stadion: Rat Verlegh Stadion, Breda Toeschouwers: 16.500 Scheidsrechter: Danny Makkelie |                                                                                      |           |           | Ten Rouwelaar, Janse, Luijckx, Botteghin, Van der Weg, Buijs (Gommeren/89), Gudelj, Gilissen, Hooi, Lurling (Seuntjens/61), Verbeek (Ten Voorde/85) | Meul, Cornelisse, Haastrup, Peters, Jallo (Van Buuren/15), Haemhouts, Guijt, Ippel (Brands/65), Misidjan (Lumu/55), Joachim, Höcher |  |
|                                                                                         |                                                                                      |           |           | | |  |

| 30 maart 2013, 19u45                                                                             | Willem II                | 1-2 (1-0) | FC Groningen                                 | Opstelling Willem II | Opstelling FC Groningen |  |
| Stadion: Koning Willem II Stadion, Tilburg Toeschouwers: 11.450 Scheidsrechter: Richard Liesveld | '26 Robbie Haemhouts 1-0 |           | 1-1 Leandro Bacuna '66 1-2 David Texeira '72 | Meul, Van Buuren, Haastrup (Akouili/90), Peters, Cornelisse, Ippel (Brands/79), Haemhouts, Guijt, Misidjan (Snijders/69), Joachim, Höcher | Bizot, Magnasco, Van Dijk, Kwakman, Burnet, Kieftenbeld (Schet/59 ), Bacuna, Lindgren, De Leeuw (Sparv/89 ), Texeira (Bakker/90), Kirm |  |
| Stadion: Koning Willem II Stadion, Tilburg Toeschouwers: 11.450 Scheidsrechter: Richard Liesveld |                          |           |                                              | Meul, Van Buuren, Haastrup (Akouili/90), Peters, Cornelisse, Ippel (Brands/79), Haemhouts, Guijt, Misidjan (Snijders/69), Joachim, Höcher | Bizot, Magnasco, Van Dijk, Kwakman, Burnet, Kieftenbeld (Schet/59 ), Bacuna, Lindgren, De Leeuw (Sparv/89 ), Texeira (Bakker/90), Kirm |  |
| Stadion: Koning Willem II Stadion, Tilburg Toeschouwers: 11.450 Scheidsrechter: Richard Liesveld |                          |           |                                              | Meul, Van Buuren, Haastrup (Akouili/90), Peters, Cornelisse, Ippel (Brands/79), Haemhouts, Guijt, Misidjan (Snijders/69), Joachim, Höcher | Bizot, Magnasco, Van Dijk, Kwakman, Burnet, Kieftenbeld (Schet/59 ), Bacuna, Lindgren, De Leeuw (Sparv/89 ), Texeira (Bakker/90), Kirm |  |
|                                                                                                  |                          |           |                                              | | |  |

#### April 2013
| 6 april 2013, 20u45                                                                         | Willem II              | 1-3 (0-1) | PSV                                                                  | Opstelling Willem II | Opstelling PSV |  |
| Stadion: Koning Willem II Stadion, Tilburg Toeschouwers: 13.000 Scheidsrechter: Bas Nijhuis | '54 Jordens Peters 1-1 |           | 0-1 Mark van Bommel '45 1-2 Ola Toivonen '76 1-3 Timothy Derijck '82 | Meul, Van Buuren, Haastrup, Peters, Cornelisse , Van Zeelst (Akouili/87), Haemhouts (Brands/27 ), Guijt, Misidjan, Joachim, Höcher (Snijders/77) | Waterman, Hutchinson, Derijck, Marcelo , Willems, Van Bommel, Toivonen, Strootman (Hiljemark/88), Wijnaldum (Depay/69), Matavž (Locadia/87), Lens |  |
| Stadion: Koning Willem II Stadion, Tilburg Toeschouwers: 13.000 Scheidsrechter: Bas Nijhuis |                        |           |                                                                      | Meul, Van Buuren, Haastrup, Peters, Cornelisse , Van Zeelst (Akouili/87), Haemhouts (Brands/27 ), Guijt, Misidjan, Joachim, Höcher (Snijders/77) | Waterman, Hutchinson, Derijck, Marcelo , Willems, Van Bommel, Toivonen, Strootman (Hiljemark/88), Wijnaldum (Depay/69), Matavž (Locadia/87), Lens |  |
| Stadion: Koning Willem II Stadion, Tilburg Toeschouwers: 13.000 Scheidsrechter: Bas Nijhuis |                        |           |                                                                      | Meul, Van Buuren, Haastrup, Peters, Cornelisse , Van Zeelst (Akouili/87), Haemhouts (Brands/27 ), Guijt, Misidjan, Joachim, Höcher (Snijders/77) | Waterman, Hutchinson, Derijck, Marcelo , Willems, Van Bommel, Toivonen, Strootman (Hiljemark/88), Wijnaldum (Depay/69), Matavž (Locadia/87), Lens |  |
|                                                                                             |                        |           |                                                                      | | |  |

| 14 april 2013, 12u30                                                                          | sc Heerenveen                                                                         | 3-2 (0-1) | Willem II                                      | Opstelling sc Heerenveen | Opstelling Willem II |  |
| Stadion: Abe Lenstra Stadion, Heerenveen Toeschouwers: 25.306 Scheidsrechter: Jochem Kamphuis | '53 Yassine El Ghanassy 1-1 '55 Alfreð Finnbogason 2-1 '84/pen Alfreð Finnbogason 3-2 |           | 0-1 Ricardo Ippel '13 2-2 Aurélien Joachim '80 | Nordfeldt, Van Anholt, Kum (Zomer/46), Kruiswijk, Raitala, Kums, Đuričić (Pappa/63), Van den Berg, Van La Parra (Mareček/46), Finnbogason, El Ghanassy | Meul, Van Buuren (Lumu/75), Haastrup, Peters (Akouili/49), Cornelisse, Ippel, Van Zeelst (Jallo/59), Guijt, Misidjan, Joachim, Höcher |  |
| Stadion: Abe Lenstra Stadion, Heerenveen Toeschouwers: 25.306 Scheidsrechter: Jochem Kamphuis |                                                                                       |           |                                                | Nordfeldt, Van Anholt, Kum (Zomer/46), Kruiswijk, Raitala, Kums, Đuričić (Pappa/63), Van den Berg, Van La Parra (Mareček/46), Finnbogason, El Ghanassy | Meul, Van Buuren (Lumu/75), Haastrup, Peters (Akouili/49), Cornelisse, Ippel, Van Zeelst (Jallo/59), Guijt, Misidjan, Joachim, Höcher |  |
| Stadion: Abe Lenstra Stadion, Heerenveen Toeschouwers: 25.306 Scheidsrechter: Jochem Kamphuis |                                                                                       |           |                                                | Nordfeldt, Van Anholt, Kum (Zomer/46), Kruiswijk, Raitala, Kums, Đuričić (Pappa/63), Van den Berg, Van La Parra (Mareček/46), Finnbogason, El Ghanassy | Meul, Van Buuren (Lumu/75), Haastrup, Peters (Akouili/49), Cornelisse, Ippel, Van Zeelst (Jallo/59), Guijt, Misidjan, Joachim, Höcher |  |
|                                                                                               |                                                                                       |           |                                                | | |  |

| 20 april 2013, 19u45                                                                         | Willem II                                             | 2-1 (0-0) | Roda JC Kerkrade       | Opstelling Willem II | Opstelling Roda JC Kerkrade |  |
| Stadion: Koning Willem II Stadion, Tilburg Toeschouwers: 11.850 Scheidsrechter: Jan Wegereef | '50 Philipp Haastrup 1-0 '60/pen Aurélien Joachim 2-0 |           | 2-1 Sanharib Malki '88 | Meul, Cornelisse, Haastrup, Peters , Jallo, Ippel (Van Buuren/82), Van Zeelst, Guijt, Misidjan (Lumu/87), Joachim, Höcher | Kurto, Monteyne, Wielaert (Delorge/79), Biemans , Tamata , Donald, Bonevacia (Lebedyński/62), Sutchuin-Djoum (Hupperts/55 ), Fledderus, Malki, Demouge |  |
| Stadion: Koning Willem II Stadion, Tilburg Toeschouwers: 11.850 Scheidsrechter: Jan Wegereef |                                                       |           |                        | Meul, Cornelisse, Haastrup, Peters , Jallo, Ippel (Van Buuren/82), Van Zeelst, Guijt, Misidjan (Lumu/87), Joachim, Höcher | Kurto, Monteyne, Wielaert (Delorge/79), Biemans , Tamata , Donald, Bonevacia (Lebedyński/62), Sutchuin-Djoum (Hupperts/55 ), Fledderus, Malki, Demouge |  |
| Stadion: Koning Willem II Stadion, Tilburg Toeschouwers: 11.850 Scheidsrechter: Jan Wegereef |                                                       |           |                        | Meul, Cornelisse, Haastrup, Peters , Jallo, Ippel (Van Buuren/82), Van Zeelst, Guijt, Misidjan (Lumu/87), Joachim, Höcher | Kurto, Monteyne, Wielaert (Delorge/79), Biemans , Tamata , Donald, Bonevacia (Lebedyński/62), Sutchuin-Djoum (Hupperts/55 ), Fledderus, Malki, Demouge |  |
|                                                                                              |                                                       |           |                        | | |  |

| 28 april 2013, 16u30                                                       | Vitesse                                                             | 3-1 (2-0) | Willem II               | Opstelling Vitesse | Opstelling Willem II |  |
| Stadion: GelreDome, Arnhem Toeschouwers: 19.523 Scheidsrechter: Kevin Blom | '9 Mike Havenaar 1-0 '25 Wilfried Bony 2-0 '46 Marco van Ginkel 3-0 |           | 3-1 Genaro Snijders '78 | Velthuizen, Kalas, Kasjia , Van der Heijden, Van Aanholt, Ibarra, Van Ginkel, Janssen, Kakuta, Havenaar (Pröpper/60), Bony | Meul, Cornelisse, Haastrup, Akouili, Van Buuren , Van Zeelst (Hofs/46), Ippel, Haemhouts, Misidjan, Guijt (Snijders/46), Höcher |  |
| Stadion: GelreDome, Arnhem Toeschouwers: 19.523 Scheidsrechter: Kevin Blom |                                                                     |           |                         | Velthuizen, Kalas, Kasjia , Van der Heijden, Van Aanholt, Ibarra, Van Ginkel, Janssen, Kakuta, Havenaar (Pröpper/60), Bony | Meul, Cornelisse, Haastrup, Akouili, Van Buuren , Van Zeelst (Hofs/46), Ippel, Haemhouts, Misidjan, Guijt (Snijders/46), Höcher |  |
| Stadion: GelreDome, Arnhem Toeschouwers: 19.523 Scheidsrechter: Kevin Blom |                                                                     |           |                         | Velthuizen, Kalas, Kasjia , Van der Heijden, Van Aanholt, Ibarra, Van Ginkel, Janssen, Kakuta, Havenaar (Pröpper/60), Bony | Meul, Cornelisse, Haastrup, Akouili, Van Buuren , Van Zeelst (Hofs/46), Ippel, Haemhouts, Misidjan, Guijt (Snijders/46), Höcher |  |
|                                                                            |                                                                     |           |                         | | |  |

#### Mei 2013
| 5 mei 2013, 12u30                                                                       | AFC Ajax | 5-0 (2-0) | Willem II | Opstelling AFC Ajax | Opstelling Willem II |  |
| Stadion: Amsterdam ArenA, Amsterdam Toeschouwers: 51.963 Scheidsrechter: Danny Makkelie | '12 Kolbeinn Sigþórsson 1-0 '25 Christian Eriksen 2-0 '68 Viktor Fischer 3-0 '82 Siem de Jong 4-0 '89 Danny Hoesen 5-0 |           |           | Vermeer, Van Rhijn, Alderweireld, Moisander, Blind, De Jong, Eriksen, Schöne (Poulsen/46), Babel, Sigþórsson (Hoesen/71), Fischer (Boerrigter/75) | Meul, Cornelisse, Haastrup, Peters, Van Buuren (Van Kerckhoven/71), Ippel, Haemhouts (Van Zeelst/77), Guijt (Hofs/61), Misidjan, Snijders, Höcher |  |
| Stadion: Amsterdam ArenA, Amsterdam Toeschouwers: 51.963 Scheidsrechter: Danny Makkelie | |           |           | Vermeer, Van Rhijn, Alderweireld, Moisander, Blind, De Jong, Eriksen, Schöne (Poulsen/46), Babel, Sigþórsson (Hoesen/71), Fischer (Boerrigter/75) | Meul, Cornelisse, Haastrup, Peters, Van Buuren (Van Kerckhoven/71), Ippel, Haemhouts (Van Zeelst/77), Guijt (Hofs/61), Misidjan, Snijders, Höcher |  |
| Stadion: Amsterdam ArenA, Amsterdam Toeschouwers: 51.963 Scheidsrechter: Danny Makkelie | |           |           | Vermeer, Van Rhijn, Alderweireld, Moisander, Blind, De Jong, Eriksen, Schöne (Poulsen/46), Babel, Sigþórsson (Hoesen/71), Fischer (Boerrigter/75) | Meul, Cornelisse, Haastrup, Peters, Van Buuren (Van Kerckhoven/71), Ippel, Haemhouts (Van Zeelst/77), Guijt (Hofs/61), Misidjan, Snijders, Höcher |  |
|                                                                                         | |           |           | | |  |

| 12 mei 2013, 14u30                                                                            | Willem II                                              | 2-0 (0-0) | AZ | Opstelling Willem II | Opstelling AZ |  |
| Stadion: Koning Willem II Stadion, Tilburg Toeschouwers: 11.100 Scheidsrechter: Dennis Higler | '47 Virgil Misidjan 1-0 '65/e.d. Giliano Wijnaldum 2-0 |           |    | Christianen, Akouili, Haastrup, Peters, Cornelisse (Van Kerckhoven/87), Ippel , Guijt (Van Zeelst/89), Hofs (Derkx/72), Misidjan, Snijders, Höcher | Esteban, Mattias Johansson, Reijnen (Aron Jóhannsson/58), Viergever, Wijnaldum, Maher (Overtoom/46), Henriksen, Elm, Beerens, Altidore (Berghuis/73), Guðmundsson |  |
| Stadion: Koning Willem II Stadion, Tilburg Toeschouwers: 11.100 Scheidsrechter: Dennis Higler |                                                        |           |    | Christianen, Akouili, Haastrup, Peters, Cornelisse (Van Kerckhoven/87), Ippel , Guijt (Van Zeelst/89), Hofs (Derkx/72), Misidjan, Snijders, Höcher | Esteban, Mattias Johansson, Reijnen (Aron Jóhannsson/58), Viergever, Wijnaldum, Maher (Overtoom/46), Henriksen, Elm, Beerens, Altidore (Berghuis/73), Guðmundsson |  |
| Stadion: Koning Willem II Stadion, Tilburg Toeschouwers: 11.100 Scheidsrechter: Dennis Higler |                                                        |           |    | Christianen, Akouili, Haastrup, Peters, Cornelisse (Van Kerckhoven/87), Ippel , Guijt (Van Zeelst/89), Hofs (Derkx/72), Misidjan, Snijders, Höcher | Esteban, Mattias Johansson, Reijnen (Aron Jóhannsson/58), Viergever, Wijnaldum, Maher (Overtoom/46), Henriksen, Elm, Beerens, Altidore (Berghuis/73), Guðmundsson |  |
|                                                                                               |                                                        |           |    | | |  |

### KNVB Beker
| 26 september 2012, 20u00 2e ronde                                                                  | Willem II | 0-2 (0-0) | FC Dordrecht                                | Opstelling Willem II | Opstelling FC Dordrecht |  |
| Stadion: Koning Willem II Stadion, Tilburg Toeschouwers: 3.100 Scheidsrechter: Reinold Wiedemeijer |           |           | 0-1 Adnan Alisic '53 0-2 Moussa Kalisse '78 | Meul, Akouili (Van Buuren/46), Van der Rijt (Brands/68), Peters, Jallo , Haemhouts, Höcher, Mulder, Misidjan, Joachim, Snijders (Lumu/60) | Hahn, Fortes, Amevor, Lima, Samoender, Rijsdijk (Molhoek/78 ), Alisic (Peersman/89), Post, Mendes Rodrigues, Veldwijk, Kalisse (Martina/78) |  |
| Stadion: Koning Willem II Stadion, Tilburg Toeschouwers: 3.100 Scheidsrechter: Reinold Wiedemeijer |           |           |                                             | Meul, Akouili (Van Buuren/46), Van der Rijt (Brands/68), Peters, Jallo , Haemhouts, Höcher, Mulder, Misidjan, Joachim, Snijders (Lumu/60) | Hahn, Fortes, Amevor, Lima, Samoender, Rijsdijk (Molhoek/78 ), Alisic (Peersman/89), Post, Mendes Rodrigues, Veldwijk, Kalisse (Martina/78) |  |
| Stadion: Koning Willem II Stadion, Tilburg Toeschouwers: 3.100 Scheidsrechter: Reinold Wiedemeijer |           |           |                                             | Meul, Akouili (Van Buuren/46), Van der Rijt (Brands/68), Peters, Jallo , Haemhouts, Höcher, Mulder, Misidjan, Joachim, Snijders (Lumu/60) | Hahn, Fortes, Amevor, Lima, Samoender, Rijsdijk (Molhoek/78 ), Alisic (Peersman/89), Post, Mendes Rodrigues, Veldwijk, Kalisse (Martina/78) |  |
| |           |           |                                             | | |  |

ADO Den Haag ·
Ajax ·
AZ ·
Feyenoord ·
FC Groningen ·
sc Heerenveen ·
Heracles Almelo ·
NAC Breda ·
N.E.C. ·
PEC Zwolle · 
PSV ·
RKC Waalwijk ·
Roda JC Kerkrade ·
FC Twente ·
FC Utrecht ·
Vitesse ·
VVV-Venlo ·
Willem II